# Liste der Straßennamen von Wien/Rudolfsheim-Fünfhaus
Liste der Straßen, Gassen und Plätze des 15. Wiener Gemeindebezirks Rudolfsheim-Fünfhaus
1864 und 1894 kam es zu einer weitläufigen Umbenennung vieler Straßen.
1911–1926 wurde das Nibelungenviertel im Norden des Bezirks errichtet. Dieses wird so genannt, weil sich die dortigen Straßennamen auf Figuren der Nibelungensage beziehen: Alberichgasse, Brunhildengasse, Dankwartgasse, Gernotgasse, Giselhergasse, Guntherstraße, Hagengasse, Kriemhildplatz, Markgraf-Rüdiger-Straße, Volkergasse, Walkürengasse.
| Historische Straßennamen – Literatur – Weblinks |

## A
- Akkonplatz (Fünfhaus), 1912 benannt nach der Festung von Akkon in Palästina. Im Rahmen des dritten Kreuzzugs wurde die Festung nach langer Belagerung (1189–1191) von christlichen Truppen eingenommen; dabei soll nach einem (unzutreffenden) Mythos das rot-weiß-rote Wappenschild entstanden sein. Im Rahmen der Belagerung zerstritten sich Herzog Leopold V. und Richard Löwenherz, was 1192 zur Gefangennahme des englischen Königs in Wien-Erdberg führte.
- Alberichgasse (Fünfhaus), 1912 benannt nach dem Zwerg Alberich, einer Figur der germanischen Mythologie, die u. a. im Nibelungenlied vorkommt. Alberich hütet den Nibelungenhort und kann sich mittels einer Tarnkappe unsichtbar machen; Siegfried kann ihm aber die Tarnkappe entwenden und gelangt so an den Schatz der Nibelungen. Die Gasse ist Teil des Nibelungenviertels.
- Alliogasse (Fünfhaus), 1913 benannt nach dem Architekten Donato Felice d’Allio (1677–1761); kaiserlicher Befestigungsbaumeister beim Militärbauamt (1711–1747). Aufgrund seiner bautechnischen Kenntnisse wurde er auch zu zahlreichen privaten Bauvorhaben gerufen. Er entwarf u. a. das kaiserliche Zeughaus (1714–1723), das Salesianerinnen-Kloster am Rennweg (1717–1728) und das Stift Klosterneuburg (1730). Die Gasse ist Teil des Nibelungenviertels.
- Amalie-Brust-Gasse (Fünfhaus), 2024 benannt nach der Gewerkschafterin und Widerstandskämpferin Amalie Brust (1910–1944). Sie war ab 1930 Mitglied des Kommunistischen Jugendverbandes und ab 1934 für diesen politisch aktiv. Nachdem sie mehrmals verhaftet und arbeitslos wurde, ging sie 1937 nach England, kehrte aber 1939 nach Wien zurück. Im selben Jahr wurde sie wegen Verbreitung illegaler Materialien in einer KVJ-Gruppe inhaftiert. 1941 erfolgte die Verurteilung wegen „politischen Widerstands und Vorbereitung zum Hochverrat“ zu zwei Jahren Zuchthaus und die Überstellung ins Frauengefängnis Aichach. 1942 wurde sie ins KZ Ravensbrück gebracht und 1944 dort ermordet. Die Verkehrsfläche war zuvor Teil des Mareschplatzes.
- Anschützgasse (Penzing), 1894 benannt nach dem deutsch-österreichischen Schauspieler und Regisseur Heinrich Anschütz (1785–1865); er spielte in Nürnberg (1807–1811), Danzig (1811–1814) und Breslau (1814–1821). Im Jahr 1821 holte man Anschütz an das Burgtheater nach Wien, wo er als Schauspieler brillierte und auch viele Jahre als Regisseur arbeitete. Die Gasse hieß vorher Kaisergasse.
- Arnsteingasse (Rudolfsheim), 1864 benannt nach dem Bankier und Großhändler Nathan Adam Freiherr von Arnstein (1748–1838), Schwedischer Generalkonsul in Wien.[1] Verheiratet war er mit der stadtbekannten Salonière Fanny von Arnstein. 1794 erwarb er ein Schlösschen mit großem Grundbesitz im Gebiet der heutigen Arnsteingasse. Der Besitz ging auf seine Tochter Henriette von Pereira-Arnstein über und danach auf deren Tochter Flora, verheiratete Gräfin von Fries;[2] siehe den Henriettenplatz und die Friesgasse. Die Gasse hieß 1938–1945 Blüchergasse nach dem preußischen Generalfeldmarschall Gebhard Leberecht von Blücher.
- Auf der Schmelz (Fünfhaus), 1974 benannt. Die Schmelz war ursprünglich eine unverbaute, hochgelegene, große Acker- beziehungsweise Wiesenfläche; sie wurde erstmals um 1309 als „Smeltz im Preitensewer aigen“ urkundlich erwähnt. Der Name bezieht sich möglicherweise auf eine Schmelzhütte zur Eisenverarbeitung; eine solche ist bis zum Jahr 1683 nachgewiesen. Von 1847 bis 1918 wurde die Schmelz als Parade- und Exerzierplatz genutzt. Auf dem ehemaligen Friedhof der Schmelz wurden die Opfer der Revolution vom März 1848 bestattet; siehe auch Märzstraße.
- Avedikstraße (Rudolfsheim), 1894 benannt (in falscher Schreibweise) nach dem Arzt Stephan Avedig (1804–1884); er galt als Wohltäter und setzte sich sehr für die Armen ein. Die Straße hieß vorher, als Begleitstraße zu der in Hochlage geführten Westbahn (damals: Kaiserin-Elisabeth-Bahn), Eisenbahnstraße.

## B

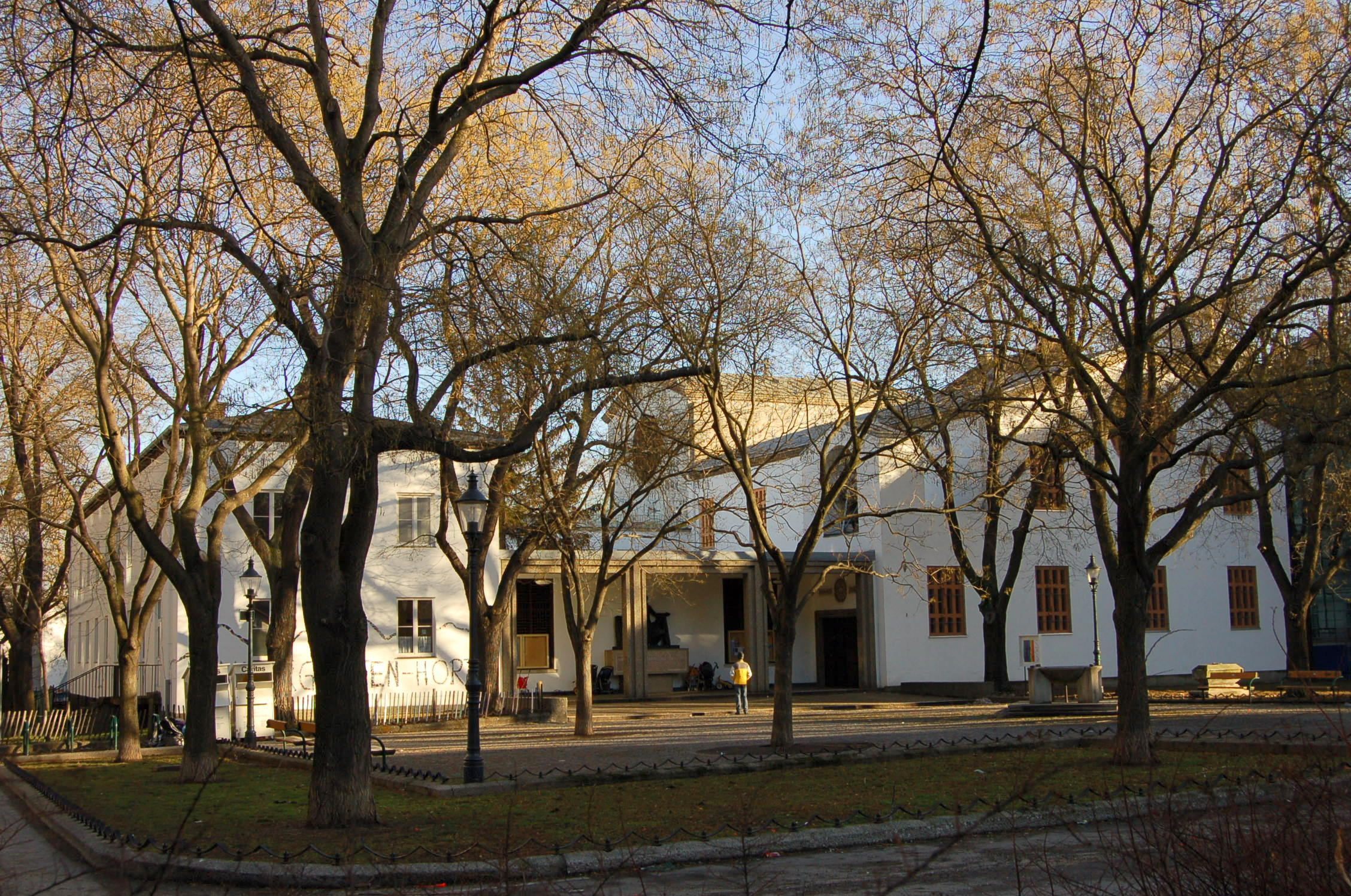
Die Christkönigskirche, vom Burjanplatz aus gesehen

- Beckmanngasse (Rudolfsheim), 1894 benannt nach dem deutschen Komiker Friedrich Beckmann (1803–1866); er spielte zunächst am Königsstädtischen Theater in Berlin und schuf dort eine Berliner Variante der zuvor von Wien dominierten Posse. 1846 kam er ans Wiener Hofburgtheater; auch hier machte er sich rasch beliebt und erhob sich vom Lokal- zum Charakterkomiker. Die Gasse hieß vorher Schmiedgasse.
- Behselgasse (Fünfhaus), 1912, Anton Behsel (1781–1838), erster Stadtbauinspektor von Wien. Von 1815 bis 1825 verfertigte er einen Plan der Stadt Wien mit ihren 34 Vorstädten und erstellte ein vollständiges Häuserverzeichnis. Diese erste amtliche Aufnahme der Stadt erschien im Rahmen des Franziszeischen Katasters als „Katastral-Plan der Haupt und Residenz-Stadt Wien mit sämmtlichen Vorstädten“ (31 Blätter, 1829).[3]
- Beingasse (Fünfhaus), 1864 benannt nach einer Person namens Bein (Lebensdaten unbekannt); er war hier um 1850 Grundbesitzer und Wohltäter.
- Benedikt-Schellinger-Gasse (Rudolfsheim), 1894 benannt nach Benedikt Schellinger (1824–1875), Bürgermeister von Braunhirschen (ab 1860); er regte 1863 die Zusammenlegung der Ort Braunhirschen, Rustendorf und Reindorf zur neuen Gemeinde Rudolfsheim an und wurde dann deren erster Bürgermeister. Siehe auch Braunhirschengasse und Dreihausgasse. Die Gasse hieß vorher Schellingergasse.
- Braunhirschengasse (Rudolfsheim), 1894 benannt nach dem ehemaligen Ort Braunhirschen. Der Vorort wurde ursprünglich nach drei dort befindlichen Gärtnerhäuschen „Dreihaus“ genannt; siehe Dreihausgasse. Am Ende des 18. Jahrhunderts war ein Gasthaus namens „Zum braunen Hirschen“ sehr populär, weshalb es der Ortschaft schließlich den Namen gab. Braunhirschen wurde 1863 gemeinsam mit Rustendorf und Reindorf zur Gemeinde Rudolfsheim vereinigt; siehe auch Rustengasse, Reindorfgasse und Benedikt-Schellinger-Gasse. Die Gasse hieß vorher Schmiedgasse.
- Brunhildengasse (Rudolfsheim), 1912 benannt nach Brünhild, einer mythologischen Figur aus dem nordischen Sagenkreis. In der Nibelungensage ist sie die Königin von Island und Gattin des Burgunderkönigs Gunther. Die Gasse ist Teil des Nibelungenviertels.
- Burjanplatz (Fünfhaus), 1984 benannt nach der Sozialpolitikerin Hildegard Burjan (1883–1933), Vorkämpferin der Frauenbewegung. 1919 gründete sie die religiöse Schwesterngemeinschaft Caritas Socialis, die sich bis heute karitativen Aufgaben widmet. Sie war 1918 / 1919 für die Christlichsoziale Partei im provisorischen Wiener Gemeinderat tätig und wurde eine wichtige Persönlichkeit in Politik und Kirche. 1919 / 1920 war sie in der Konstituierenden Nationalversammlung einziges weibliches Mitglied ihrer Fraktion. Burjan kämpfte für die Rechte und die Gleichberechtigung der Frauen. „Gleicher Lohn für gleiche Arbeit“ zählte zu ihren wichtigsten politischen Forderungen. 1932 initiierte sie den Bau der Christkönigskirche, die östlich an den nach ihr benannten Platz angrenzt. Der Platz ist Teil des Nibelungenviertels; er war vorher Teil des Kriemhildplatzes.

## C
- Camillo-Sitte-Gasse (Fünfhaus), 1913 benannt nach dem Architekten Camillo Sitte (1843–1903); seine Bedeutung liegt vor allem in seinem theoretischen Werk, sein Hauptwerk war das Buch „Der Städtebau nach seinen künstlerischen Grundsätzen“ (1889). Das Buch zeigte Möglichkeiten der künstlerischen Stadtplanung auf und wandte sich ab von der pragmatischen, hygienischen Stadtplanung seiner Zeit. Damit war er einer der ersten Autoren, der sich theoretisch mit der baulich-ästhetischen Sicht der Stadtplanung des Industriezeitalters auseinandersetzte, weshalb er auch als „Wiederbegründer der Stadtbaukunst“ betitelt wurde. Die Gasse ist Teil des Nibelungenviertels.
- Chrobakgasse (Fünfhaus), 1912 benannt nach dem Gynäkologen Rudolf Chrobak (1843–1910), Professor an der Universität Wien (1889–1908), Vorstand der II. Frauenklinik. Er gilt als einer der Mitbegründer der modernen Gynäkologie und legte den Grundstein für die gynäkologische Endokrinologie. Weiters verfasste er zahlreiche wichtige Lehrbücher.
- Clementinengasse (Fünfhaus), 1894 benannt nach Clementine Baroness Pereira-Arnstein (1844–1912), seit 1863 mit Felix Freiherr Skrbensky (1827–1898) verheiratet[4]; sie verkaufte der Kaiserin Elisabeth-Bahn-Gesellschaft Grundstücke um drei Millionen Gulden. In diesem Gebiet befanden sich die ersten fünf Häuser, die dem Vorort Fünfhaus seinen Namen gaben. Die Gasse hieß vorher Schwanengasse.
- Costagasse (Fünfhaus), 1912 benannt nach dem volkstümlichen Schriftsteller und Librettisten Karl Costa (eigentlich Kostia, 1832–1907); neben seinem Beruf als Beamter schrieb er zahlreiche Volksstücke, Possen und Parodien sowie Libretti, unter anderem für Johann Brandl, Anton M. Storch und Ivan Zajc. Von 1882 bis 1885 leitete er das Theater in der Josefstadt.

## D
- Dadlergasse (Rudolfsheim), 1863 benannt nach dem Unternehmer Franz Wenzel Dadler (1760–1835), Tuchfabrikant und Pottasche-Erzeuger; er kaufte 1799 den Besitz „Dreihaus“, der bald als „Gut Braunhirschengrund“ bekannt wurde. Durch Parzellierung erhöhte Dadler die Bautätigkeit und gilt deshalb als eigentlicher Begründer von Braunhirschen.[5] Auch der Dadlerpark ist nach ihm benannt. Siehe auch Braunhirschengasse und Dreihausgasse.
- Dankwartgasse (Fünfhaus), 1912 benannt nach einer Figur aus dem Nibelungenlied. Der burgundische Ritter Dankwart führte die 9.000 Knappen der Burgunder zur Burg des Hunnen-Königs Etzel. Das Wort Dankwart stammt aus dem althochdeutschen und bedeutet Hüter des Gedenkens (althochdeutsch.: thank für Denken, Gedanke; wartori, hier für Wächter, Hüter, Pfleger[6]) Die Gasse ist Teil des Nibelungenviertels.
- Denglergasse (Rudolfsheim), 1894 benannt nach dem Brauereibesitzer Johann Fritz Dengler (1781–1862); er kaufte 1836 gemeinsam mit seinem Schwiegervater Anton Bosch um 86.000 Gulden das Fünfhauser Brauhaus in der heutigen Gasgasse. Vorbesitzer war Heinrich Zwölfer; siehe Zwölfergasse. Die von Dengler angebaute Bierhalle, in der u. a. Joseph Lanner und Johann Strauss mit ihren Kapellen musizierten, entwickelte sich zu einem beliebten Ausflugsziel der Wiener. Der Denglerpark ist ebenfalls nach Johann Fritz Dengler, sowie seinem Sohn Anton und seinem Enkel Rudolf, benannt. Die Gasse hieß vorher Sigmundsgasse.
- Diefenbachgasse (Sechshaus), 1894 benannt nach dem Bankbeamten Heinrich Diefenbach (1832–1891), Kanzleidirektor der Sechshauser Sparkasse, Gemeinderat in Sechshaus. Die Gasse hieß vorher Plankengasse.
- Dingelstedtgasse (Fünfhaus), 1894 benannt nach dem deutschen Dichter, Journalisten und Theaterintendanten Franz Freiherr von Dingelstedt (1814–1881). Er gilt als bedeutender Theaterleiter des späten 19. Jahrhunderts; zuletzt war er Direktor des Wiener Burgtheaters. Berühmt wurde er durch das von ihm gedichtete Weserlied, das von Gustav Pressel vertont wurde. Sein bekanntestes literarisches Werk sind die „Lieder eines kosmopolitischen Nachtwächters“. Die Gasse hieß ursprünglich Gärtnergasse und dann ab 1867 Blütengasse.
- Dreihausgasse (Rudolfsheim), benannt (Datum unbekannt) zur Erinnerung an die erste Ansiedlung in diesem Gebiet; sie bestand ursprünglich aus drei Häusern und wurde Dreihaus genannt. Ab 1799 wurde Dreihaus durch Franz Wenzel Dadler ausgebaut und erhielt den Namen Braunhirschen; siehe Dadlergasse und Braunhirschengasse.

## E

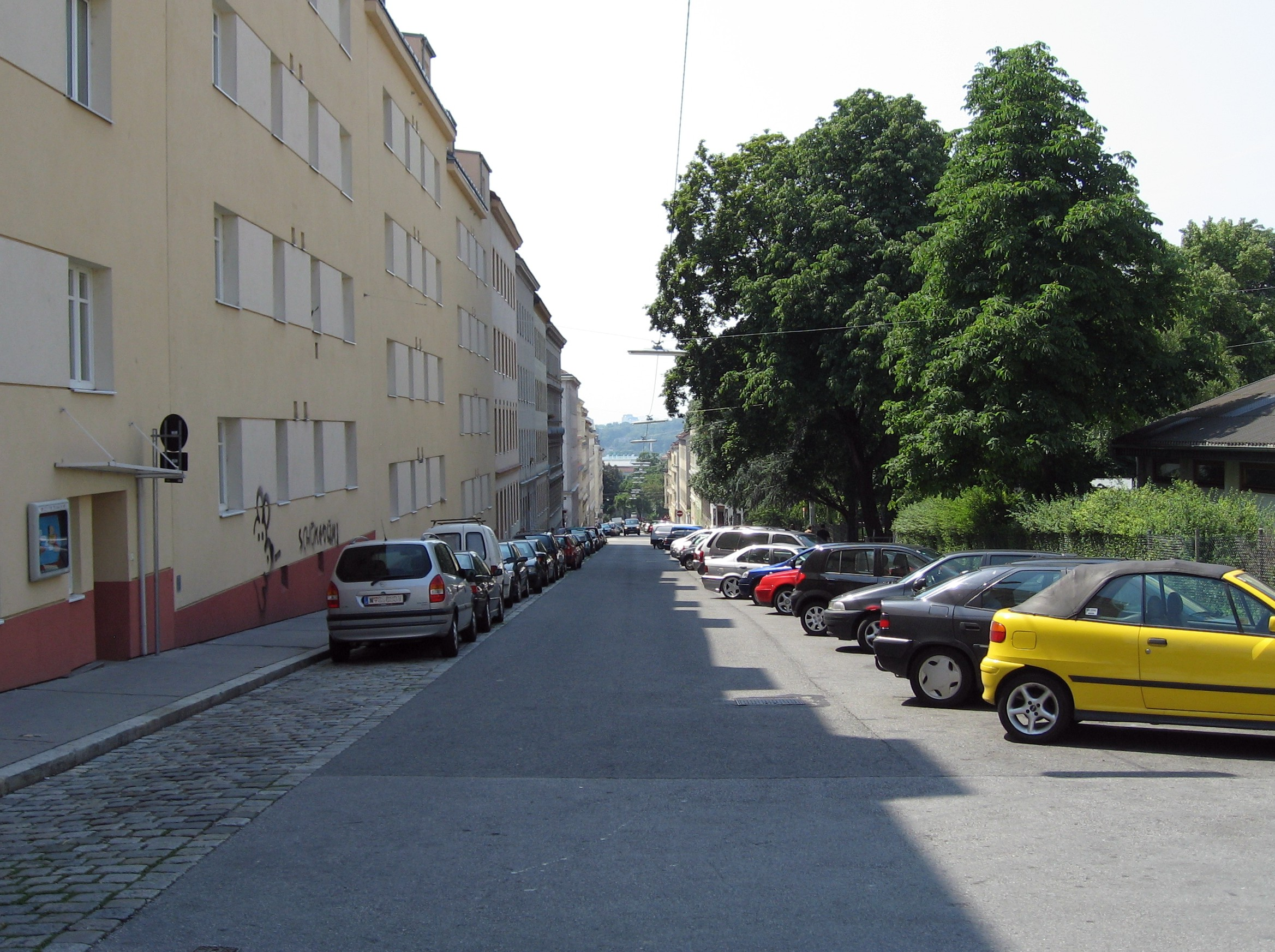
Eduard-Sueß-Gasse

- Eduard-Sueß-Gasse (Rudolfsheim), 1947 benannt nach dem Geologen Eduard Suess (1831–1914); bekannt wurde er vor allem als Experte für den tektonischen Bau der Alpen. Auf ihn sind zwei wesentliche paläo-geographische Entdeckungen zurückzuführen: der ehemalige Superkontinent Gondwana und die Tethys. Suess war ab 1862 maßgeblich am Bau der I. Wiener Hochquellenwasserleitung beteiligt, sowie an der ersten Wiener Donauregulierung (1870–1875); u. a. erstellte er die Pläne für den Donaukanal. Die Gasse hieß ursprünglich Sueßgasse nach dem Lederfabrikanten Friedrich Sueß († 1833); 1914 wurde sie – immer noch als Sueßgasse – auf Eduard Suess umgewidmet; ab 1938 hieß sie Penckgasse nach dem deutschen Geologen und Geografen Albrecht Penck (1858–1945) und dann ab 1947 Eduard-Sueß-Gasse.
- Europaplatz (Fünfhaus), 1958 benannt zur Dokumentation des besonders von Bürgermeister Franz Jonas propagierten Europagedankens. Im Oktober 1957 hatte der Europarat eine Resolution beschlossen, in der den europäischen Gemeinden nahegelegt wurde, ein öffentliches Gebäude oder eine Verkehrsfläche nach Europa zu benennen. Die Idee hierfür stammte vom österreichischen Nationalratsabgeordneten Karl Czernetz;[7] siehe auch den Czernetzplatz im 22. Bezirk, Donaustadt. Mitte der 1950er-Jahre erfolgte ein grundlegender Umbau des im Zuge des Neubaugürtels vor dem Westbahnhof gelegenen Platzes, ein weiterer Ende der 1980er-Jahre im Zuge des Baus der 1991 eröffneten neuen U-Bahn-Station Westbahnhof und der 1993 in Betrieb genommenen U3, die hier die U6, die ehemalige Gürtelstadtbahn, kreuzt.

## F
- Felberstraße (Fünfhaus, Rudolfsheim), ca. 1864 (in Fünfhaus) bzw. 1879 (in Rudolfsheim) benannt nach einem alten Flurnamen; „Felber“ ist eine ehemals übliche Bezeichnung für die Baum- bzw. Strauchart Weide.
- Fenzlgasse (Rudolfsheim), 1894 benannt nach dem Botaniker Eduard Fenzl (1808–1879), Kustos und Leiter des botanischen Hofkabinetts (1840–1878), Professor der Botanik an der Universität Wien (1849–1878), Direktor des Botanischen Gartens (ab 1849). Er war Mitglied zahlreicher Verbände und Vereinigungen und hatte großen Anteil an der Entwicklung des wissenschaftlichen Lebens in Österreich.[8] Fenzl war Schüler und Nachfolger von Stephan Ladislaus Endlicher; siehe die Endlichergasse im 10. Bezirk Favoriten. Die Gasse hieß vorher Lerchengasse.
- Flachgasse (Rudolfsheim), 1871 benannt nach dem Gemischtwarenhändler Karl Flach (1772–1868), letzter Ortsrichter von Penzing (1848–1850). Die Gasse hieß 1938–1945 Matthias-Schönerer-Gasse.
- Friedensreich-Hundertwasser-Platz (Fünfhaus), 2007 benannt nach dem Maler Friedensreich Hundertwasser (eigentlich Fritz Stowasser, 1928–2000); er arbeitete in vielen graphischen Techniken wie Lithografie, Siebdruck, Radierung, Farbholzschnitt und andere. Seit den frühen fünfziger Jahren setzte er sich mit der Architektur auseinander und trat für eine natur- und menschengerechtere Bauweise ein. In Wien schuf er u. a. das Hundertwasserhaus (1983–1985), die Gestaltung der Müllverbrennungsanlage Spittelau (1988–1997) und das KunstHausWien (1989–1991). Die Hundertwasser-Promenade im 3. Bezirk Landstraße ist ebenfalls nach ihm benannt.
- Friedrichsplatz (Fünfhaus), 1886 benannt nach dem Apotheker Adolf Friedrich (1833–1902), Inhaber der Apotheke „Zur Maria vom Siege“ in der heutigen Mariahilfer Straße (ab 1870), Bürgermeister von Fünfhaus (1873–1890). In seiner Amtszeit wurden mehrere Schulen errichtet, ein Volksküchenverein gegründet und ein Schlachthaus für die westlichen Vororte gebaut. Auf Friedrichs Initiative entstand 1889–1890 das Kaiserin-Elisabeth-Spital.[9]
- Friesgasse (Fünfhaus), 1945 benannt nach Flora Gräfin Fries (geb. Pereira-Arnstein, 1814–1882); während der Revolution 1848 unterzeichnete sie mit 546 anderen Frauen eine Petition zur Unterstützung der Arbeiter in der Textilindustrie. 1860 berief sie die Schulschwestern aus München nach Wien und beauftragte sie mit der Führung eines Waisenhauses in der heutigen Clementinengasse, dem ein Asyl für obdachlose Fabrikmädchen, eine Kinderbewahranstalt und eine Industrieschule folgten, aus der das Schulzentrum Friesgasse hervorging. Nach ihrer Mutter Henriette von Pereira-Arnstein ist der Henriettenplatz benannt und nach ihrem Großvater Nathan Adam Freiherrn von Arnstein die Arnsteingasse. Die Gasse hieß ursprünglich ab ca. 1869 Floragasse und 1938–1945 Scharnhorstgasse.
- Fuchsgasse (Fünfhaus), zwischen 1864 und 1869 benannt, Benennung unklar; möglicherweise nach dem Fleischhauer und Gastwirt Andreas Fuchs (1843–1917), Gemeinderat in Fünfhaus; nach anderen Quellen benannt nach Andreas Fuchs (Lebensdaten unbekannt), ab 1862 Besitzer des Hotels Fuchs in der heutigen Mariahilfer Straße.[9]
- Fünfhausgasse (Fünfhaus), benannt (Datum unbekannt) nach dem ehemaligen Vorort Fünfhaus. Zwischen 1706 und 1711 wurden auf dem Gebiet der heutigen Clementinengasse fünf Winzer- und Gärtnerhäuser erbaut, die dem Ort den bis heute gültigen Namen verliehen – ähnlich wie bei Dreihaus und Sechshaus. 1892 wurde Fünfhaus im Zuge der Eingemeindung der Wiener Vororte zum 15. Bezirk konstituiert, 1938 wurde Fünfhaus mit Rudolfsheim zusammengeschlossen.

## G

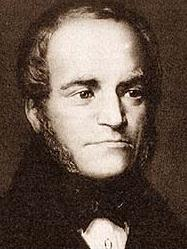
Franz Anton von Gerstner

- Gablenzgasse (Fünfhaus), 1894 benannt nach General Ludwig Karl Wilhelm von Gablenz; im Deutschen Krieg (1866) wurde er Kommandant des X. österreichischen Armeekorps, mit dem er in der Schlacht bei Trautenau das I. preußische Armeekorps in einer zehnstündigen Schlacht schlug. Es war dies die einzige gewonnene Schlacht in dem von Österreich verlorenen Krieg. Siehe auch den Trautenauplatz im 19. Bezirk Döbling. Die Gasse hieß davor Burggasse und Marc-Aurel-Gasse. Siehe auch Oeverseestraße.
- Gasgasse (Fünfhaus), ca. 1864 benannt nach dem Gaswerk Fünfhaus, der ersten Gasanstalt der Imperial Continental Gas Association in Wien. Bis zum Ende des Jahres 1911 betrieb das Unternehmen im damaligen Stadtgebiet neben dem Gaswerk Fünfhaus das Gaswerk Döbling und das Gaswerk Baumgarten. Von diesen drei Gaswerken wurden in Wien um 1904 Beleuchtungskörper mit rund 7.700 Flammen versorgt. 1843 hatte die Firma das Gaswerk Rossau, das erste Gaswerk Wiens, von Georg Pfendler gekauft; siehe die Pfendlergasse im 21. Bezirk Floridsdorf.
- Gebrüder-Lang-Gasse (Fünfhaus), 1911 benannt nach den Unternehmern Anton Lang (Textilfabrikant) (1820–1880) und Jakob Lang (1822–1892), Seidenfabrikanten; sie spendeten eine Marienstatue in Fünfhaus und widmeten Baugrund für die Errichtung der Kirche Maria vom Siege (erbaut 1868–1875). Siehe auch Haidmannsgasse und Maria vom Siege. Die Gasse hieß ursprünglich Ferdinandsgasse und ab 1867 Tellgasse; ein Teil der Tellgasse hieß schon ab 1894 Gebrüder-Lang-Gasse.
- Geibelgasse (Rudolfsheim, Fünfhaus), 1894 benannt nach dem deutschen Lyriker Emanuel Geibel (1815–1884); er war ein Spätromantiker, dessen Werke einem klassizistischen Schönheitskult folgen. Seine Gedichte waren noch vom Stil der Romantik beeinflusst, als diese längst verstrichen war. In der zweiten Hälfte des 19. Jahrhunderts war er einer der bekanntesten deutschen Dichter. Teile seiner Werke wurden auch im Nationalsozialismus verwendet; das Schlagwort Am deutschen Wesen mag die Welt genesen wurde einem Gedicht Geibels entnommen. Die Gasse hieß vorher Karolinengasse.
- Gernotgasse (Fünfhaus), 1912 benannt nach der mythologischen Figur Gernot, König der Burgunden im Nibelungenlied, Bruder von Kriemhild, Gunther und Giselher. Die Gasse ist Teil des Nibelungenviertels.
- Gerstnerstraße (Fünfhaus), 1903 benannt nach dem Eisenbahn-Ingenieur Franz Anton von Gerstner (1796–1840); er erbaute die Pferdeeisenbahn Budweis–Linz (1825–1832), die erste öffentliche Eisenbahnstrecke auf dem europäischen Festland. Seine Bauweise war zukunftsweisend, den Aktionären aber zu teuer; Gerstner wurde 1829 entlassen. Sein Nachfolger wurde Mathias von Schönerer; siehe die Matthias-Schönerer-Gasse. Die Straße hieß ursprünglich Bahnhofstraße nach dem Kaiserin-Elisabeth-Bahnhof, zu dem sie von der Mariahilfer Straße führt, und dann 1894–1903 Gerstnergasse.
- Geyschlägergasse (Fünfhaus), 1894 benannt nach Georg Geyschläger (1801–1876), Bürgermeister von Fünfhaus (1864–1867).
- Giselhergasse (Fünfhaus), 1912 benannt nach der mythologischen Figur Giselher, König der Burgunden im Nibelungenlied, Bruder von Kriemhild, Gunther und Gernot. Die Gasse ist Teil des Nibelungenviertels.
- Goldschlagstraße (Fünfhaus, Rudolfsheim), 1899 benannt nach der Weinried „Goldschlagen“, die bereits 1375 urkundlich erwähnt wurde.
- Grangasse (Fünfhaus), 1894 benannt nach dem Maler Daniel Gran (1694–1757); er war nach einem Jahrhundert italienischer Dominanz in Österreich neben Johann Michael Rottmayr einer der ersten bedeutenden Barockmaler in Mitteleuropa. In Wien schuf er u. a. Deckenfresken bzw. Deckengemälde für das Palais Schwarzenberg (1726), die Hofbibliothek (1726–1730), die Schlosskapelle Schönbrunn (1744) und die Annakirche (1751). Die Gasse hieß ursprünglich Schmiedgasse und dann 1867–1894 Glückgasse (auch Glickhgasse).
- Graumanngasse (Sechshaus), 1894 benannt nach dem Unternehmer Friedrich Graumann (1782–1856); er errichtete hier 1838 eine Fabrik zur Herstellung von Baumwollstoffen. Die Gasse hieß vorher Wienflussgasse nach dem Fluss Wien.
- Grenzgasse (Fünfhaus, Rudolfsheim), 1876 benannt; die Gasse bildete früher die Gemeindegrenze zwischen Rustendorf und Fünfhaus.
- Grimmgasse (Rudolfsheim), 1894 benannt nach den Brüdern Grimm, also Jacob Grimm (1785–1863) und Wilhelm Grimm (1786–1859), deutsche Sprach- und Literaturwissenschaftler; sie gelten als Begründer der deutschen Philologie und Altertumswissenschaft. Berühmt wurden beide durch ihre Sammlung „Kinder- und Hausmärchen“ (2 Bände, 1812–1815) und durch die Arbeit am „Deutschen Wörterbuch“ (ab 1838). Die Gasse hieß vorher Fischergasse.
- Gstaltmeyrgasse (Rudolfsheim), 1999 nicht amtlich benannt nach Monsignore Franz Gstaltmeyr (1909–1981), Dechant und Pfarrer von Rudolfsheim (1961–1981); 1968 verlieh ihm Kardinal König das 14. Kanonikat des Wiener Metropolitan- und Domkapitels zum hl. Stephan; 1974 wurde er zum Prälaten ernannt.[10]
- Guntherstraße (Fünfhaus), 1912 benannt nach der mythologischen Figur Gunther, König der Burgunden im Nibelungenlied, Bruder von Kriemhild, Giselher und Gernot. Die Gasse ist Teil des Nibelungenviertels.

## H

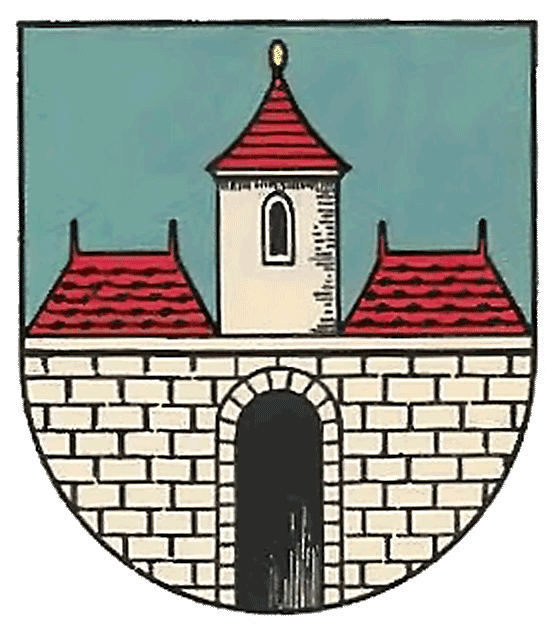
Wappen von Hütteldorf

- Hackengasse (Fünfhaus), um 1864 benannt nach dem Gasthaus „Zu den drei Hacken“.
- Hagengasse (Fünfhaus), 1912 benannt nach der nordeuropäischen mythologischen Figur Hagen von Burgund, die im Nibelungenlied als heldenhafter Kämpfer auftritt. Zu Beginn des Ersten Weltkriegs bezeichnete das Schlagwort der „Nibelungentreue“ die Verbindung des Deutschen Reiches mit Österreich-Ungarn, im Zweiten Weltkrieg die Bindung der Deutschen an Hitler. Dies bezieht sich auf die absolute Treue Hagens zu seinem Herrn Gunther und umgekehrt. Die Gasse ist Teil des Nibelungenviertels.
- Haidmannsgasse (Fünfhaus), 1876 benannt nach Johann Anton Haidmanns (auch Haidemann, Lebensdaten unbekannt); er war der Besitzer jener Gründe („Haidmannsfelder“), auf denen 1868–1875 die Kirche Maria vom Siege erbaut wurde. Siehe auch Gebrüder-Lang-Gasse und Maria vom Siege.
- Hanglüssgasse (Fünfhaus, bis 1999 amtlich Hanglüßgasse), 1864 benannt nach dem Riednamen „In den hangenden Lüssen“, der 1335 erstmals erwähnt wurde und sich auf zum Wiental abfallende, schmale, lange Parzellen bezieht. Unter einer Lüsse verstand man einen durch Los zugeteilten Acker, hangende Lüssen erstreckten sich auf abfallendem Gelände.
- Heinickegasse (Sechshaus), 1894 benannt nach dem deutschen Pädagogen Samuel Heinicke (1727–1790), Lehrer in Hamburg und Leipzig; er unterrichtete taube Schüler in der Lautsprache, gründete 1778 das „Chursächsische Institut für Stumme und andere mit Sprachgebrechen behaftete Personen“ und entwickelte die „deutsche Methode“ der Gehörlosenpädagogik. Die Gasse hieß vorher Braunhirschengasse.
- Henriettenplatz (Fünfhaus, Rudolfsheim), um 1864 benannt nach der Pianistin und Salonnière Henriette von Pereira-Arnstein (1780–1859), Tochter der Pianistin und Salonière Fanny Arnstein. Sie führte die von ihrer Mutter eingeführte Tradition des literarisch-musikalischen Salons fort. Jede Woche veranstaltete sie eine musikalische Soirée, bei denen sie selbst als Pianistin mitwirkte. Sie war dabei Gastgeberin bedeutender Künstler wie Beethoven, Liszt, Mendelssohn Bartholdy, Grillparzer, Stifter, Brentano und Theodor Körner. Nach ihrem Vater Nathan Adam Arnstein ist die Arnsteingasse benannt und nach ihrer Tochter Flora Gräfin Fries die Friesgasse. Der Platz hieß ursprünglich Marienplatz und 1938–1945 Braunschweigplatz.
- Herklotzgasse (Fünfhaus, Rudolfsheim), 1894 benannt nach Heinrich Herklotz (1788–1856), Bürgermeister von Fünfhaus. Die Gasse hieß ursprünglich Schulgasse und später teilweise Johannesgasse.
- Hofmoklgasse (Sechshaus), 1938 benannt nach dem Chirurgen Johann Eduard Hofmokl (1840–1900), Chefarzt der Chirurgischen Abteilung am Leopoldstädter Kinderspital (1873–1876) und dann an der Allgemeinen Poliklinik (1876–1881), Primararzt an der Krankenanstalt Rudolfstiftung (1881–1887), Primar an der III. Chirurgischen Abteilung des Allgemeinen Krankenhauses (ab 1887). Die Gasse hieß ursprünglich Sackgasse und 1894–1938 Zappertgasse.
- Hollergasse (Sechshaus, Rudolfsheim), Benennungsdatum unbekannt; die Gegend war reich an Flieder, mundartlich „Holler“ (von Holunder), nach dem auch der – heute unterirdisch fließende – Hollerbach benannt war.
- Holochergasse (Fünfhaus, Rudolfsheim), benannt (Datum unklar) nach Friedrich Holocher (1831–1900), letzter Bürgermeister (1886–1891) und erster Bezirksvorsteher von Rudolfsheim (1892–1897); als Bürgermeister war er Nachfolger von Julius Hugl; siehe Huglgasse.
- Huglgasse (Rudolfsheim), 1886 benannt nach Julius Hugl (1813–1888), Bürgermeister von Rudolfsheim (1880–1886), Vorgänger von Friedrich Holocher; siehe Holochergasse.
- Hütteldorfer Straße (Fünfhaus, Rudolfsheim), 1898 benannt nach der ehemals selbstständigen Gemeinde Hütteldorf, die 1170 erstmals als Utendorf urkundlich erwähnt wurde. 1260 wurde ein Ulrich de Hittendorf erwähnt, seine Nachkommen schrieben sich Hüttendorf, und 1478–1660 existierte ein Geschlecht der Hüttendorfer zum Freyenthurm; siehe die Freyenthurmgasse im 14. Bezirk Penzing. Die Benennung Hütteldorfer Straße erfolgte (nicht amtlich) bereits 1878 in Rudolfsheim, 1881 in Penzing und 1892 in Fünfhaus. Die Straße hieß in Fünfhaus früher Friedhofstraße und Schmelzer Friedhofstraße. Der stadtzentrumsnächste Teil der Straße konnte erst nach dem Ersten Weltkrieg, nach der Auflassung des Friedhofs, errichtet werden. Die vom Gürtel zum Friedhof führende Straße hieß noch 1912 Aufmarschstraße (was sich auf die zum Exerzier- und Paradeplatz Schmelz marschierenden Einheiten bezog) und 1919–1929 Karl-Marx-Straße.

## I
- Ibsenstraße (Fünfhaus), 1912 benannt nach dem norwegischen Schriftsteller Henrik Ibsen (1828–1906); er war ein Dramatiker, der gegen die Moral und „Lebenslüge“ seiner Zeit zu Felde zog und im „Kampf der Geschlechter“ im Gegensatz zu August Strindberg den Standpunkt der Frau vertrat. Seine bürgerlichen Dramen zeigten ethischen Ernst und großes psychologisches Einfühlungsvermögen.
- Illekgasse (Rudolfsheim), 1888 benannt nach Franz Illek (1793–1861), letzter Ortsrichter (1839–1848) und erster Bürgermeister (1848–1852) von Braunhirschen.

## J
- Jadengasse (Rudolfsheim), 1878 benannt nach dem Beamten Karl Krticzka von Jaden (1824–1885), Polizeipräsident von Wien (1882–1885), Ehrenbürger von Rudolfsheim.
- Jheringgasse (Rudolfsheim; Aussprache [ˈjeːrɪŋ], vielfach auch in der älteren Schreibweise Iheringgasse, deren Aussprache gleich sein sollte, da es früher kein J im deutschen Alphabet gab und Namen diesen alten Gebrauch von I für den Klang /j/ beibehalten;  dennoch hört man oft [ˈiːerɪŋ] und sogar [ˈiheːrɪŋ].[11]), 1894 benannt nach dem deutschen Juristen Rudolf von Jhering (1818–1892); er wirkte hauptsächlich in Deutschland, von 1868 bis 1872 war er jedoch Professor für römisches Recht an der Universität Wien. Hier hielt er seinen berühmten Vortrag „Der Kampf um’s Recht“,[12] der in zwei Jahren zwölf Auflagen erlebte und in 26 Sprachen übersetzt wurde. Die Gasse hieß vorher Rochusgasse.
- Johnstraße (Fünfhaus, Rudolfsheim), 1912 benannt nach dem General Franz von John (1815–1876); er war Generalstabschef der Südarmee in Italien und zeichnete sich in der Schlacht bei Custozza (1866) so aus, dass er zum Feldmarschallleutnant ernannt wurde. In den Jahren 1867–1868 war er Reichskriegsminister. Die Straße hieß vorher Rudolfstraße nach Kronprinz Rudolf, auf den sich auch der Name von Rudolfsheim bezieht.
- Jurekgasse (Rudolfsheim), 1938 benannt nach dem Beamten Wilhelm August Jurek (1870–1934); neben seiner Tätigkeit in der Staatsdruckerei wirkte er als Komponist, Militärkapellmeister und Chordirigent. Er komponierte über 300 Werke für Orchester sowie Tanzmusik, Lieder und Werke für Blasmusik; sein bekanntestes Werk ist der Deutschmeister-Regimentsmarsch (1893). Die Gasse hieß vorher Pereiragasse nach der in Fünfhaus ansässigen Familie Pereira; siehe Clementinengasse, Friesgasse und Henriettenplatz.

## K

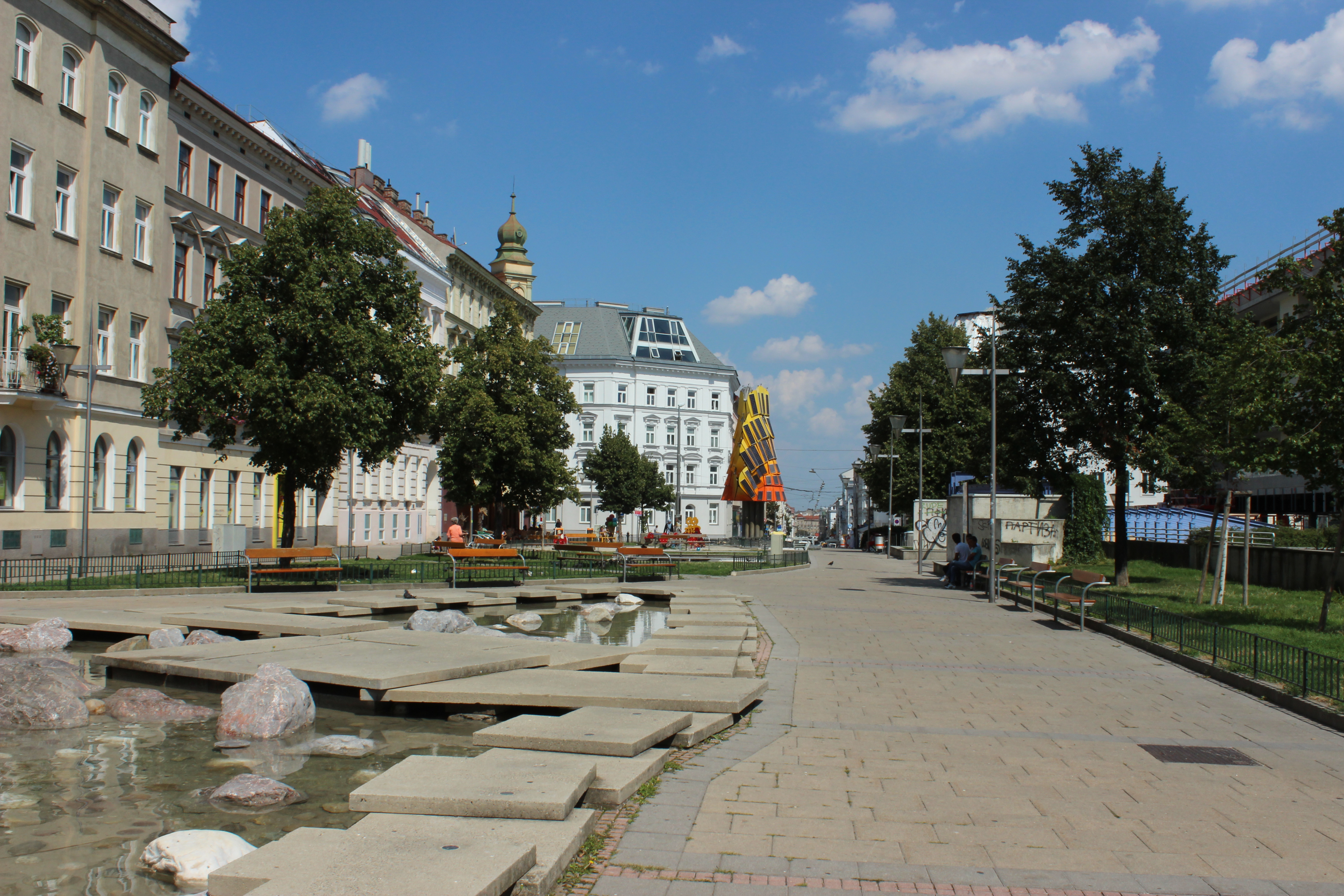
Kardinal-Rauscher-Platz mit Brunnen der Wiener Wasserwelt

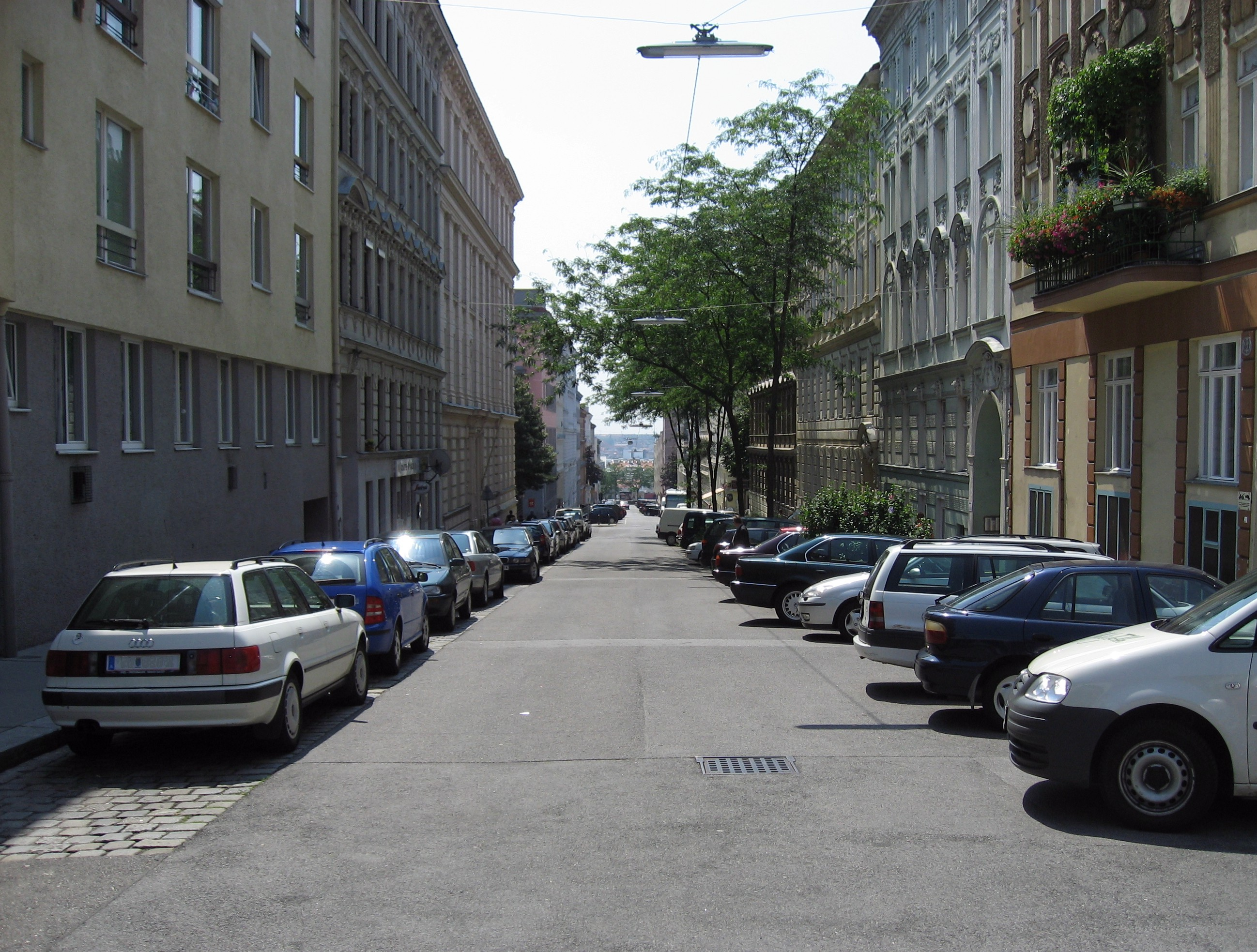
Kröllgasse

- Kannegasse (Fünfhaus), 1912 benannt nach dem Komponisten und Schriftsteller Friedrich August Kanne (1778–1833); er schrieb Musikkritiken und Aufsätze für zahlreiche Zeitschriften. Als Komponist schrieb er Klavierwerke, Lieder, Singspiele, Opern und Messen. Erfolg hatte er vor allem mit den Opern „Orpheus“ (1807) und „Mirandola“ (1811) sowie dem vaterländischen Schauspiel „Die Spinnerin am Kreuz“ (1822).[13][9]
- Kardinal-Rauscher-Platz (Rudolfsheim), 1891 benannt nach dem Wiener Erzbischof und Kardinal Joseph Othmar von Rauscher (1797–1875); er war maßgeblich am Zustandekommen des Konkordates zwischen der katholischen Kirche und dem Kaiserhaus beteiligt. Das Konkordat wurde 1855 unterzeichnet und beendete den Josephinismus. Nach ihm ist auch die Rauscherstraße im 2. und 20. Bezirk, Leopoldstadt bzw. Brigittenau, benannt, sowie die Othmargasse und der dortige Kardinal-Rauscher-Hof im 20. Bezirk. Sein Vorgänger war Vincenz Eduard Milde (siehe den Mildeplatz im 16. Bezirk Ottakring); sein Nachfolger war Johann Rudolf Kutschker (siehe die Kutschkergasse im 18. Bezirk Währing).
- Karl-Walther-Gasse (Sechshaus), 1894 benannt nach dem Färber Karl Walther (1838–1897), letzter Bürgermeister von Sechshaus (1891–1893). Die Gasse hieß vorher Endgasse und Walthergasse.
- Karmeliterhofgasse (Fünfhaus), benannt (Datum unbekannt) nach einem ehemaligen Wirtschaftshof der Karmeliten. Die Gemeinschaft, mit vollem Namen „Orden der Brüder der allerseligsten Jungfrau Maria vom Berge Karmel“, bezieht ihren Namen vom Karmelgebirge in Palästina, wo sie um 1150 gegründet wurde. Siehe auch den Karmelitermarkt, den Karmeliterplatz und das Karmeliterviertel im 2. Bezirk Leopoldstadt.
- Kauergasse (Rudolfsheim), 1894 benannt nach dem Komponisten und Dirigenten Ferdinand Kauer (1751–1831), hieß davor Feldgasse. Kauer schuf über 200 Opern und Singspiele, wie „Das Donauweibchen“ (1798) und andere Kompositionen, so etwa über 20 Messen, Requiems, Symphonien, Quartette und Konzerte. Trotz seiner großen Produktivität verarmte er ab 1820. Bei der großen Flut 1830 wurde seine Wohnung überflutet und alle seine Aufzeichnungen zerstört. Ein Jahr später verstarb er als Bettler. Auf Ferdinand Kauer basiert die Figur des Spielmanns in der Erzählung „Der arme Spielmann“ (1848) von Franz Grillparzer; siehe die Spielmanngasse im 20. Bezirk Brigittenau.
- Kauerhof (Sechshaus), Gasse durch die als Kauerhof bezeichnete, 1891 im Auftrag Josef Kauers errichtete private Wohnhausanlage,[14] die von 1892 an in der Liste der Höfe in Lehmann's Allgemeinem Wohnungs-Anzeiger[15] genannt wurde. Die „Hofpassage“ wurde mit der Stadtverwaltung vertraglich vereinbart, musste von Kauer gepflastert und nachts beleuchtet und durfte nicht abgesperrt werden. Sie schien um 1925 auf dem staatlichen Stadtplan als Kauerhofgasse auf; später wurde auch die Verkehrsfläche nur als Kauerhof bezeichnet.
- Kellinggasse (Sechshaus), 1894 benannt nach dem Unternehmer Dionysos Kelli (sic!, 1746–1806); er errichtete eine Lederfabrik in Sechshaus, in der er auch Englischleder erzeugte. Die Gasse hieß vorher Meidlinger Gasse.
- Koberweingasse (Fünfhaus), 1912 benannt nach dem Schauspieler-Ehepaar Josef Koberwein (1774–1857) und Sophie Koberwein (1783–1842). Josef debütierte 1796 am Burgtheater; anfangs verkörperte er die Rolle des jugendlichen Liebhabers und trat daneben als Solotänzer auf, 1818 wechselte er ins Heldenfach und führte auch Regie. Sophie spielte ab 1803 am Burgtheater, anfangs als Liebhaberin und Heroine, zuletzt als vom Publikum sehr geschätzte komische Alte.[16][17]
- Kohlenhofgasse (Fünfhaus), 1864 benannt; hier befand sich der Kohlenhof des ehemaligen Gaswerks Fünfhaus. Das 1840 von Theodor Friedrich Hené errichtete und 1842 von der Imperial Continental Gas Association gekaufte Gaswerk wurde für die Entgasung von Steinkohle ausgelegt und verfügte um 1903 über 23 Retortenöfen mit insgesamt 169 Retorten und drei Gasbehältern. Siehe auch Gasgasse und Lichtgasse.
- Kranzgasse (Fünfhaus), 1864 benannt nach dem Haus „Zum grünen Kranz“. Die Gasse hieß vorher Krongasse.
- Krebsengartengasse (Fünfhaus), 1912 benannt nach einem Flurnamen; die Gegend am Ottakringer Bach – volkstümlich auch als Krebsgartenwiese bezeichnet – war einst reich an Krebsen, die seinerzeit eine durchaus übliche Speise waren.
- Kriemhildplatz (Fünfhaus), 1912 benannt nach der mythologischen Figur Kriemhild, eine der Hauptfiguren des mittelhochdeutschen Nibelungenliedes. Sagengeschichtlich beruht die Figur auf Ildikó, der Gattin des in der Hochzeitsnacht 453 gestorbenen Hunnenkönigs Attila. In anderen Versionen des Nibelungen-Stoffes, wie der Völsungasaga, trägt die Figur den Namen Gudrun. Der Platz ist Teil des Nibelungenviertels; er hieß 1934–1938 Kanzlerplatz nach Bundeskanzler Engelbert Dollfuß, der in der östlich anschließenden Seipel-Dollfuß-Gedächtniskirche bestattet ist.
- Kröllgasse (Rudolfsheim), 1888 benannt nach Ferdinand Kröll (1797–1869), dem letzten Bürgermeister von Rustendorf (1851–1863).
- Küchelbeckergasse (Fünfhaus), 1912 benannt nach dem deutschen Juristen und Schriftsteller Johann Basilius Küchelbecker (1697–1757); seinen Zeitgenossen war er vor allem als Reiseschriftsteller bekannt, z. B. durch seine Allerneueste Nachricht vom Römisch-Kayserl. Hofe, nebst einer ausführlichen Beschreibung der kayserlichen Residentz-Stadt Wien und der umliegenden Oerter (1730) und seine Allerneuste Nachricht vom Königreich Engeland (1737).
- Künstlergasse (Sechshaus), 1902 benannt nach dem Geistlichen Josef Ferdinand Künstler (1792–1857), Pfarrer von Reindorf (1849–1857).
- Kürnbergergasse (Sechshaus), 1894 benannt nach dem Schriftsteller und Journalisten Ferdinand Kürnberger (1821–1879); in seinen Schriften, vor allem seinen meisterhaften Feuilletons, prangerte er auf humorvolle Art und Weise immer wieder die Verhältnisse in seiner Heimatstadt und seinem Land an und wurde zu einem Chronisten der „Wiener Seele“. Karl Kraus betrachtete ihn als sein Vorbild. Gemeinsam mit Josef Schöffel setzte er sich für die Rettung des Wienerwalds ein; siehe die Schöffelgasse im 18. Bezirk Währing. Die Gasse hieß vorher Kanalgasse und Gemeindegasse.

## L
- Langauergasse (Fünfhaus), 1879 benannt nach Johann Langauer (1809–1881), Gemeinderat in Fünfhaus.
- Langmaisgasse (Fünfhaus), 1912 benannt nach einem alten Flurnamen.
- Lehnergasse (Rudolfsheim), 1894 benannt nach dem Lehrer Michael Lehner (1817–1895), Schuldirektor in Rudolfsheim. Die Gasse hieß ursprünglich Mondscheingasse und dann bis 1894 Schmelzgasse.
- Leopold-Mistinger-Platz (Rudolfsheim), benannt (Datum unbekannt, um 2009) nach dem Politiker Leopold Mistinger (1904–2001); er war Mitglied der Revolutionären Sozialisten und wurde sowohl in der Zeit des Austrofaschismus als auch des Nationalsozialismus mehrmals verhaftet und inhaftiert. Nach dem Krieg war er Mitglied des Wiener Gemeinderats (1945–1963), Bezirksvorsteher von Rudolfsheim-Fünfhaus (1964–1968) und Abgeordneter zum Nationalrat (1968–1970, SPÖ).
- Leydoltgasse (Fünfhaus), 1894 benannt nach dem Postmeister Anton Leydolt († 1873), Bürgermeister von Fünfhaus (1867–1873). Nach seiner Frau ist die Rosinagasse benannt. Die Gasse hieß vorher Friedrichsgasse.
- Lichtgasse (Fünfhaus), benannt (Datum unbekannt) nach der seinerzeit üblichen Gasbeleuchtung und bezieht sich auf das früher hier befindliche Gaswerk Fünfhaus der Imperial Continental Gas Association. Siehe auch Gasgasse und Kohlenhofgasse.
- Linke Wienzeile (Sechshaus, Penzing), 1899 benannt nach ihrem Verlauf am linken Ufer des Wienflusses.
- Linzer Straße (Rudolfsheim), 1894 benannt. Der Verkehrsweg ist eine alte, im Mittelalter angelegte Handels- bzw. Poststraße, die vom Wiener Peilertor ausgehend nach Linz und weiter nach Bayern führte. Die Straße hieß früher in Baumgarten und Hütteldorf Hauptstraße und in Penzing Poststraße bzw. Linzer Poststraße.
- Loeschenkohlgasse (Fünfhaus), 1912 benannt nach dem Graveur und Kupferstecher Hieronymus Löschenkohl (1753–1807); er betrieb ab 1780 ein Geschäft am Hohen Markt (später am Kohlmarkt), wo er Produkte des grafischen Gewerbes herstellte und vertrieb, vor allem Kupferstiche, aber auch Kalender, Fächer, Tapeten sowie Karten-, Brett- und Würfelspiele. Trotz seiner künstlerischen Schwächen waren Löschenkohls Produkte sehr populär. Die Gasse ist Teil des Nibelungenviertels.
- Löhrgasse (Fünfhaus), 1894 benannt nach dem Architekten Moritz von Loehr (1810–1874); er übernahm 1838 die Ausführung sämtlicher Hochbauten und Betriebsanlagen der Wien-Gloggnitzer Bahn. Ab 1848 war er für den gesamten Hochbau des staatlichen Eisenbahnnetzes zuständig und errichtete u. a. den alten Westbahnhof (1858). Als Sektionsrat wurde er Mitglied des Wiener Stadterweiterungsfonds und hatte damit eine wichtige Aufsichtsfunktion beim Bau der Wiener Ringstraße. Die Gasse hieß vorher gemeinsam mit der Wurzbachgasse (Fortsetzung der Löhrgasse Richtung Norden) Michaelergasse.

## M

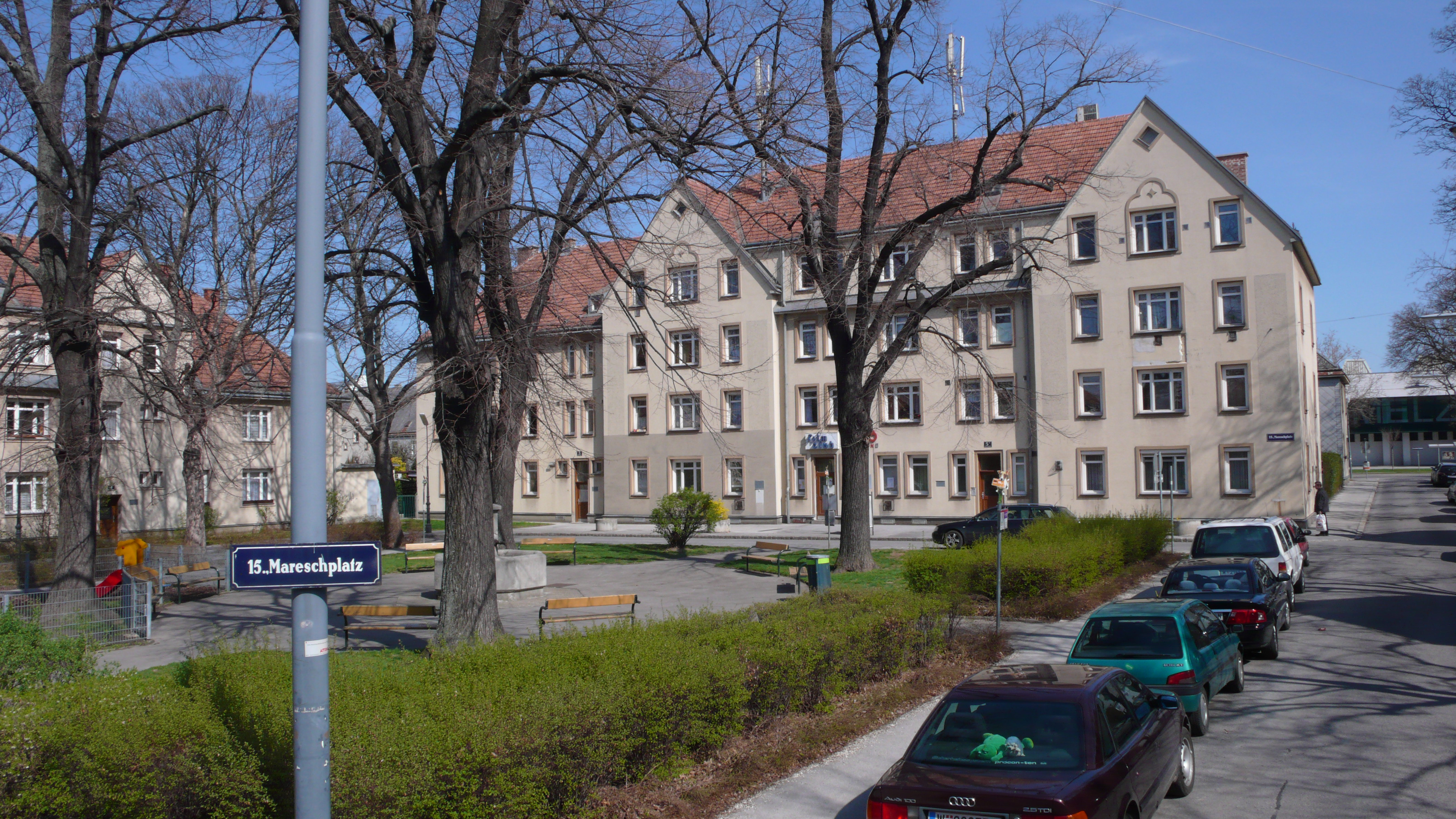
Mareschplatz

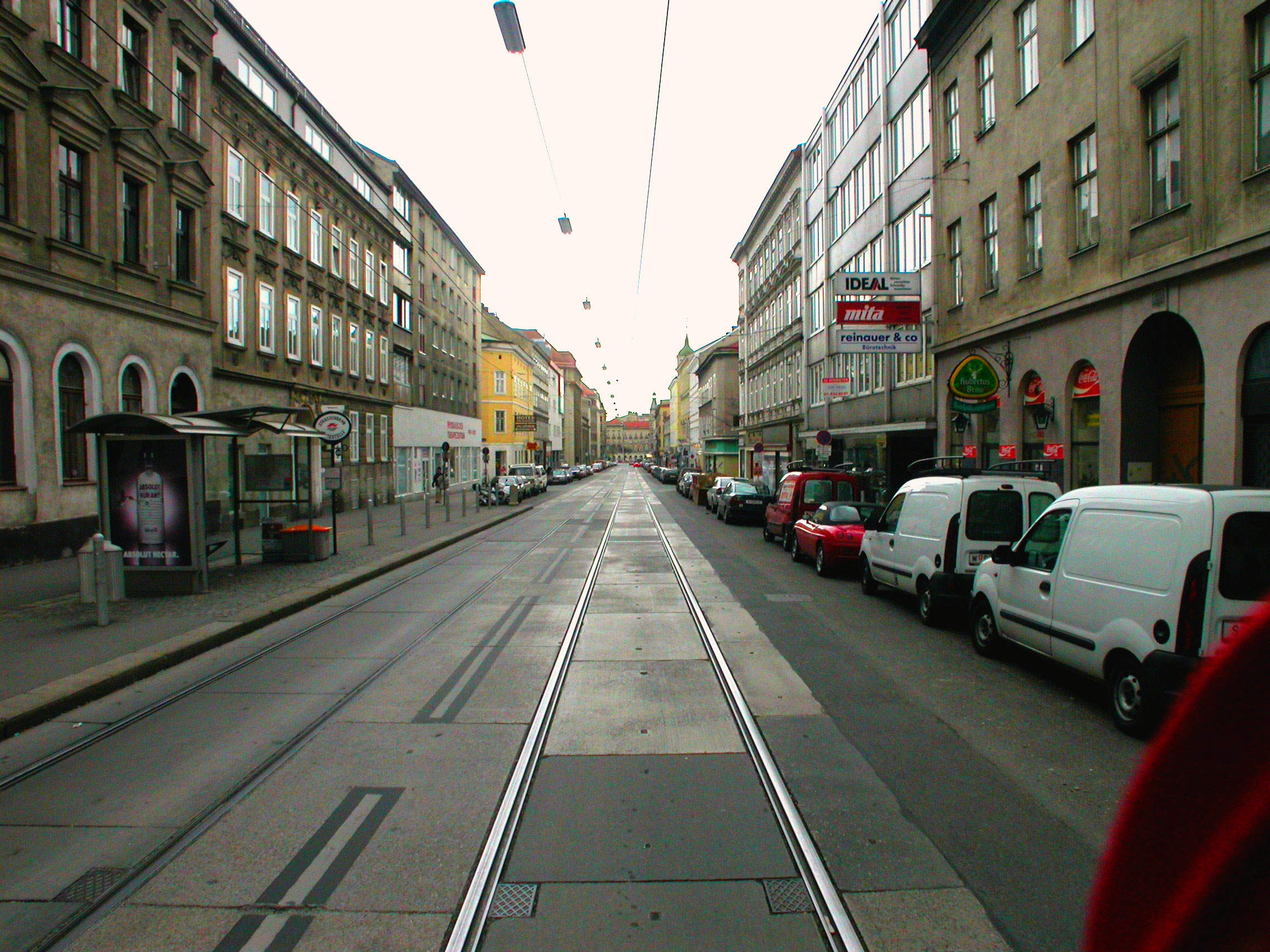
Märzstraße in Richtung Gürtel

- Mareschgasse (Fünfhaus) 1920 benannt nach dem Volkswirt Rudolf Maresch (1854–1920), Hofrat, Sekretär der Niederösterreichischen Handels- und Gewerbekammer, Generalsekretär der „Kaiser Franz Joseph I. Jubiläums-Stiftung für Volkswohnungen and Wohlfahrtseinrichtungen“, Mitglied der „Zentralstelle für Wohnungsreform“ (ab 1907).[18][19] Er gilt als Mitbegründer des sozialen Wohnbaus in Wien. Maresch erkannte schon zu seiner Zeit den Wert von Licht, Luft, und Grünanlagen und war federführend bei der Planung und Errichtung der Siedlungs- und Wohnhausanlage Schmelz, deren südlicher Teil (fertig gestellt 1920) Mareschsiedlung benannt wurde. Der Mareschplatz ist ebenfalls nach ihm benannt.
- Mareschplatz (Fünfhaus), 1920 benannt; siehe Mareschgasse.
- Maria vom Siege (Fünfhaus), 1894 benannt nach der Pfarrkirche Maria vom Siege, erbaut 1868–1875 nach Entwürfen des Architekten Friedrich von Schmidt. Siehe auch Gebrüder-Lang-Gasse und Haidmannsgasse. Der Platz hieß vorher Kirchenplatz.
- Mariahilfer Gürtel (Fünfhaus), 1864/69 benannt nach der ehemals selbstständigen Gemeinde Mariahilf. Der Name Mariahilf ist auf eine Kopie des Gnadenbildes Mariahilf von Lucas Cranach dem Älteren zurückzuführen, das sich in einer Kapelle des 1660 von den Barnabiten in dieser Gegend errichteten Friedhofes befand. Dieses Bild befindet sich heute in der Mariahilfer Kirche. Die Straße hieß vorher Gürtelstraße; der südlich der Sechshauser Straße gelegene Teil des äußeren Gürtels wurde 1889 Sechshauser Gürtel benannt, der Teil des inneren Gürtels nach seiner Errichtung 1965 Gumpendorfer Gürtel. Siehe auch Mariahilfer Straße.
- Mariahilfer Straße (Fünfhaus, Rudolfsheim), 1897 benannt; siehe Mariahilfer Gürtel. Die Straße hieß im 14. und 15. Bezirk ursprünglich Fünfhauser Hauptstraße, Penzinger Poststraße und Schönbrunner Straße.
- Markgraf-Rüdiger-Straße (Fünfhaus), 1912 benannt nach der mythologischen Figur Rüdiger von Bechelaren. Im Nibelungenlied verwaltet Markgraf Rudeger von Bechelaren das Gebiet östlich der Enns; dies kann aber historisch nicht belegt werden. Die Straße ist Teil des Nibelungenviertels.
- Märzstraße (Fünfhaus, Rudolfsheim), 1899 benannt zur Erinnerung an die Opfer der Märzrevolution 1848; 35 Tote wurden auf dem damaligen Schmelzer Friedhof beerdigt. Der Friedhof war selbst zum Kampfplatz zwischen Mobilgardisten und kaiserlichen Truppen geworden. Der Schmelzer Friedhof, der Ecke Pelzgasse unmittelbar an die Märzstraße grenzte, wurde ab 1874 nicht mehr belegt und 1928 teilweise in den Märzpark umgewandelt, der ebenfalls nach der Märzrevolution benannt ist. Die Gebeine waren zuvor im Jahr 1888 auf den Zentralfriedhof überführt worden. Die Märzstraße setzt sich im 14. Bezirk, Penzing, fort.
- Matthias-Schönerer-Gasse (Fünfhaus), 1938 benannt nach dem Eisenbahntechniker Mathias von Schönerer (1807–1881); er war Bauleiter der Pferdeeisenbahn Budweis–Linz–Gmunden (1829–1832), der ersten Eisenbahnstrecke auf dem europäischen Festland. Er war in dieser Funktion der Nachfolger von Franz Anton von Gerstner; siehe die Gerstnerstraße. Danach war Schönerer für den Bau der Südbahn von Wien bis Gloggnitz zuständig (1838–1842) und erbaute dabei 1841 den ersten österreichischen Eisenbahntunnel (156 m) bei Gumpoldskirchen. Die Gasse hieß vorher Schönerergasse.
- Meinhartsdorfer Gasse (Rudolfsheim), 1894 benannt nach der früheren Ortschaft Meinhartsdorf, der ältesten Ansiedlung im Gebiet des heutigen Rudolfsheim-Fünfhaus. Etymologisch handelt es sich um ein Dorf, das nach einem Mann namens Meinhard benannt ist. Das Dorf lag zwischen Gumpendorf und Sechshaus am linken Ufer des Wienflusses. Es wurde 1140 als Maginhardisdorf erstmals erwähnt und ging 1485 zugrunde. Die Gasse hieß vorher Floragasse.
- Meiselstraße (Rudolfsheim), 1892 benannt nach dem Beamten Johann Meisel (1821–1890), Kanzleidirektor, Ehrenbürger von Rudolfsheim. Der Meiselmarkt ist ebenfalls nach ihm benannt. Die Straße hieß ursprünglich Obere Märzstraße.
- Minciostraße (Fünfhaus), 1912 benannt nach dem italienischen Fluss Mincio. Der wasserreiche Fluss bildet eine von der Natur gegebene Verteidigungslinie, weshalb hier das berühmte Festungsviereck der Österreicher (Peschiera–Mantua–Verona–Legnago) angelegt und zahlreiche Schlachten geschlagen wurden (Castiglione 1796, Goito und Governolo 1848, Solferino und San Martino 1859, Custozza 1848 und Custozza 1866). Österreich prägte damals die Losung „Deutschland wird am Mincio verteidigt“. Die Benennung nimmt vor allem Bezug auf die Schlacht gegen die Franzosen am Mincio im Jahr 1800. Ein Teil der Straße hieß bis 1920 Draskovichgasse.
- Moeringgasse (Fünfhaus), 1894 benannt nach dem Offizier und Schriftsteller Karl Moering (1810–1870); seit 1846 beim Geniestab in Wien tätig, begann er sich der Politik zuzuwenden und veröffentlichte zahlreiche Artikel und Flugschriften. Außenpolitisch war er auf die Stärkung die Macht Österreichs bedacht, während er innenpolitisch energische Kritik am Metternichschen System übte. Mit den 1847 veröffentlichten „Sibyllinischen Büchern aus Österreich“ trug er zum Sturz Metternichs bei. Die Gasse war vorher Teil der Zinckgasse.
- Moshe-Jahoda-Platz (Fünfhaus), 2018 benannt nach Moshe Jahoda (1926–2016); er war ein israelischer Beamter und Diplomat österreichischer Herkunft, sowie langjähriger Spitzenfunktionär von American Joint und der Jewish Claims Conference.

## N
- Neubaugürtel (Fünfhaus), 1864/69 benannt nach der ehemaligen Vorstadt Neubau. Der Ort war einst der westliche Teil von Sankt Ulrich und wurde 1693 als eigenständige Gemeinde abgetrennt. Siehe auch die Neubaugasse im 7. Bezirk Neubau. Die Straße hieß zuvor Gürtelstraße.
- Neubergenstraße (Rudolfsheim), 1874 benannt nach einem Flurnamen, der 1335 erstmals erwähnt wurde.
- Neusserplatz (Fünfhaus), 1892 benannt nach dem Internisten Edmund von Neusser (1852–1912), Primararzt im Krankenhaus Rudolfstiftung (1889–1893); er beschäftigte sich mit Hämatologie, mit den Wechselwirkungen der endokrinen Drüsen, mit Konstitutionsanomalien, Kreislaufkrankheiten, der Tuberkulose und der Lues. Seine Ausbildung hatte Neusser bei Albert Duchek erhalten; siehe die Duchekgasse im 22. Bezirk Donaustadt.
- Nobilegasse (Rudolfsheim), 1894 benannt nach dem Architekten Peter von Nobile (1774–1854); er gilt als ein führender Architekt des Spätklassizismus in Wien. Ab 1819 war er Direktor der Architekturabteilung an der Wiener Akademie. Zu seinen Hauptwerken zählen das Äußere Burgtor am Heldenplatz sowie der 1819–1823 im Volksgarten errichtete Theseustempel. Die Gasse hieß vorher in Rudolfsheim Buchgasse.

## O
- Oelweingasse (Rudolfsheim), 1919 benannt nach dem Techniker Arthur Oelwein (1837–1917), Ingenieur bei der Kaiserin Elisabeth-Bahn (ab 1876), stellvertretender Direktor für Eisenbahnbau bei der k.k. Staatsbahndirektion (1892–1903), Professor an der Hochschule für Bodenkultur (1890–1909). In den Jahren 1892–1903 war Oelwein Bauleiter der Wiener Stadtbahn; er errichtete die Wiental- und die Donaukanallinie.[20] Die Gasse hieß ursprünglich Karlsgasse und dann bis 1919 Franz-Carl-Gasse nach Erzherzog Franz Karl.
- Oesterleingasse (Fünfhaus), benannt (Datum unbekannt) nach dem Schlossermeister und Unternehmer Nikolaus Christian Oesterlein (1747–1809); er gründete 1783 in dieser Gasse eine Gewehrfabrik und dann 1790 in der heutigen Gasgasse ein Brauhaus.[21]
- Oeverseestraße (Fünfhaus), 1912 benannt zur Erinnerung an das Gefecht bei Oeversee (1864) im Rahmen des Deutsch-Dänischen Kriegs, in dem österreichische Truppen unter Wilhelm von Gablenz ein dänisches Heer zum Rückzug zwangen. Siehe auch Gablenzgasse.
- Ortnergasse (Sechshaus), 1898 benannt nach dem Unternehmer Josef Ortner (1846–1895), Leimsieder; er war Gemeinderat in Sechshaus und Mitbegründer der „Sechshauser Sparcasse“.

## P
- Palmgasse (Fünfhaus), 1864 benannt nach dem Juristen[22] Fürst Karl Franz Joseph Palm-Gundelfingen (1775–1851), k.k. Kämmerer und Regierungsrat;[23] neben Besitzungen in Tschechien besaß er auch Gründe in Fünfhaus und Gumpendorf.
- Pater-Schwartz-Gasse (Fünfhaus), 1936 benannt nach dem Priester Anton Maria Schwartz (1852–1929), der sich ab 1886 ganz der Lehrlingsseelsorge widmete. Er gründete 1889 die Kongregation für die christlichen Arbeiter vom hl. Josef Kalasanz von der Mutter Gottes , kurz Kalasantiner genannt. Schwartz errichtete mehrere Tagesheimstätten, setzte sich für einen arbeitsfreien Sonntag, den Achtstundentag, Lehrlingsurlaub, Gewerkschaften, menschliche Behandlung und Sozialversicherung ein. Er nahm auch an mehreren Streiks teil. Die Gasse hieß 1874–1936 Idagasse.
- Pelzgasse (Fünfhaus), 1864/69 benannt nach der altansässigen Familie Pelz, die sich Verdienste als Wohltäter in Fünfhaus erworben hat.
- Pfeiffergasse (Sechshaus), benannt (Datum unbekannt) nach dem Unternehmer Karl Pfeiffer (1764–1836); er gründete in Sechshaus die erste Lederfabrik.
- Pilgerimgasse (Fünfhaus), 1912 benannt nach der literarischen Figur des Bischofs Pilgrim aus dem Nibelungenlied bzw. der Nibelungenklage, die möglicherweise den realen Bischof Pilgrim von Passau (um 920–991) zum Vorbild hat. Die Gasse ist Teil des Nibelungenviertels.
- Pillergasse (Sechshaus), 1894 benannt nach dem Unternehmer Georg Piller (1789–1873), Farbwarenfabrikant, Gemeinderat in Sechshaus (1850–1860). Die Gasse hieß vorher Wehrgasse.
- Plunkergasse (Fünfhaus), 1912 benannt nach Johann Plunker († um 1850), letzter Ortsrichter und erster Bürgermeister (1848–1850) von Fünfhaus; er verkaufte einige Grundstücke, die zum Bau des Kaiserin-Elisabeth-Spitals Verwendung fanden.
- Possingergasse (Fünfhaus), 1886 benannt nach Ludwig Freiherr Possinger von Choborski (1832–1889), Verwaltungsbeamter in Galizien (1848–1871), Sektionschef im Wiener k.k. Ackerbauministerium (1871–1874), Statthalter von Mähren (1874–1880), Statthalter von Niederösterreich (1880–1889).[24]
- Pouthongasse (Rudolfsheim, Fünfhaus), 1864/69 benannt nach Ludwig Freiherr von Pouthon (1807–1859), Großgrundbesitzer in Fünfhaus; unter anderem besaß er das ehemalige Palais Silva-Tarouca (heute Palais Cumberland).[25]
- Preysinggasse (Rudolfsheim), 1885 benannt nach Karl Preysing (1789–1880), Bürgermeister von Rudolfsheim (1863–1870).

## R
- Rauchfangkehrergasse (Sechshaus, Rudolfsheim), 1858 benannt nach dem Hausschild „Zum Rauchfangkehrer“. Die Gasse hieß vorher An der Wien.
- Reichsapfelgasse (Rudolfsheim), 1894 benannt nach dem Gasthaus „Zum goldenen Reichsapfel“; es wurde 1730 als erstes Haus in Rustendorf gebaut. Der kleine Ort bestand in der Anfangszeit fast ausschließlich aus Wirtshäusern; er bildet seit 1863 zusammen mit Braunhirschen und Reindorf die Bezirkshälfte Rudolfsheim. Die Gasse hieß ursprünglich Rustendorfer Neue Gasse und dann bis 1894 Neue Gasse.
- Reindorfgasse (Rudolfsheim), 1894 benannt nach der ehemals selbstständigen Gemeinde Reindorf, die erstmals 1411 erwähnt wurde. Als Rhein wurden Acker- und Weinbaugründe bezeichnet, die in Mulden lagen. 1863 wurde Reindorf mit Braunhirschen und Rustendorf zur Gemeinde Rudolfsheim zusammengeschlossen; siehe auch Braunhirschengasse und Rustengasse. Die Gasse hieß vorher Kirchengasse.
- Reithofferplatz (Rudolfsheim, Fünfhaus), 1895 benannt nach dem Unternehmer Johann Nepomuk Reithoffer (1781–1872), Hersteller von Gummiwaren. Im Jahr 1828 erhielt er das Patent für das maschinelle Weben von Kautschukfäden, worauf im Jahr 1831 das Privileg zur alleinigen Herstellung folgte. Reithoffer gründete die Niederösterreichische k. k. landesbefugten Gummielasticum- und Guttaperchawarenfabrik in Wimpassing, aus der nach Zusammenschluss mit anderen Unternehmen 1912 die Firma Semperit entstand. Der Reithofferpark ist ebenfalls nach ihm benannt.
- Reuenthalgasse (Fünfhaus), 1912 benannt nach dem Dichter Neidhart von Reuenthal (Lebensdaten unbekannt, erste Hälfte des 13. Jahrhunderts), Minnesänger am Hof Friedrichs des Streitbaren. Er war einer der bedeutendsten und fruchtbarsten deutschen lyrischen Dichter des Mittelalters. 56 bis 132 Lieder und 55 Melodien sind von ihm überliefert. Die vielfältigen Abschriften seiner Werke lassen auf seine Beliebtheit und die weite Verbreitung der Werke zur damaligen Zeit schließen. Die Gasse ist Teil des Nibelungenviertels.
- Robert-Hamerling-Gasse (Fünfhaus), 1890 benannt nach dem Gymnasiallehrer, Dichter und Schriftsteller Robert Hamerling (eigentlich Rupert Johann Hammerling, 1830–1889); er zählte zu seiner Zeit zu den meistgelesenen deutschsprachigen Autoren. Zu seinen Hauptwerken zählt das Epos Ahasverus in Rom (1865), das ihn einem breiten Leserpublikum bekannt machte, und Der König von Sion (1869). Die Hamerlinggasse im 14. Bezirk Penzing ist auch nach ihm benannt, ebenso der Hamerlingplatz im 8. Bezirk Josefstadt, der Hamerlingweg im 11. Bezirk Simmering und der Hamerling-Hof und der Hamerlingpark in der Josefstadt. Die Schenkendorfgasse im 21. Bezirk Floridsdorf hieß 1900–1909 Hamerlinggasse und die Kloepferstraße im 22. Bezirk Donaustadt hieß 1901–1955 Hamerlingstraße. Die Gasse hieß ursprünglich Mittelgasse und dann bis 1890 Stadiongasse.
- Roland-Rainer-Platz (Fünfhaus), um 2006 (nicht amtlich) benannt nach dem Architekten Roland Rainer (1910–2004); seine bedeutendsten Bauten sind die Wiener Stadthalle (1956–1962), neben der der Platz liegt, und das ORF-Zentrum Küniglberg (1968–1974). Rainer lehrte an zahlreichen Hochschulen und Universitäten. Von 1958 bis 1963 war er Leiter der Wiener Stadtplanung (Magistratsabteilung 18) als Nachfolger von Karl Heinrich Brunner; siehe die Brunner-Lehenstein-Gasse im 21. Bezirk Floridsdorf. Im Historikerbericht Straßennamen Wiens seit 1860 als „Politische Erinnerungsorte“ aus dem Jahr 2013 ist die Straße Gruppe B (Diskussionsbedarf) zugeordnet.[26]
- Rosinagasse (Fünfhaus), 1864 / 1869 benannt nach Rosina Leydolt (Lebensdaten unbekannt), der Ehefrau des Fünfhauser Postmeisters und Bürgermeisters (1867–1873) Anton Leydolt; nach diesem ist die Leydoltgasse benannt. Die Gasse hieß ursprünglich Gemeindegasse.
- Rustengasse (Rudolfsheim), benannt (Datum unbekannt) nach einem Flurnamen, der sich auf den dortigen Baumbestand aus Ulmen („Rüstern“) bezieht. Der Name ist auch die Grundlage für die Bezeichnung der ehemals selbstständigen Gemeinde Rustendorf, die im Jahre 1863 mit Braunhirschen und Reindorf zur Gemeinde Rudolfsheim zusammengeschlossen wurde; siehe auch Braunhirschengasse und Reindorfgasse.

## S

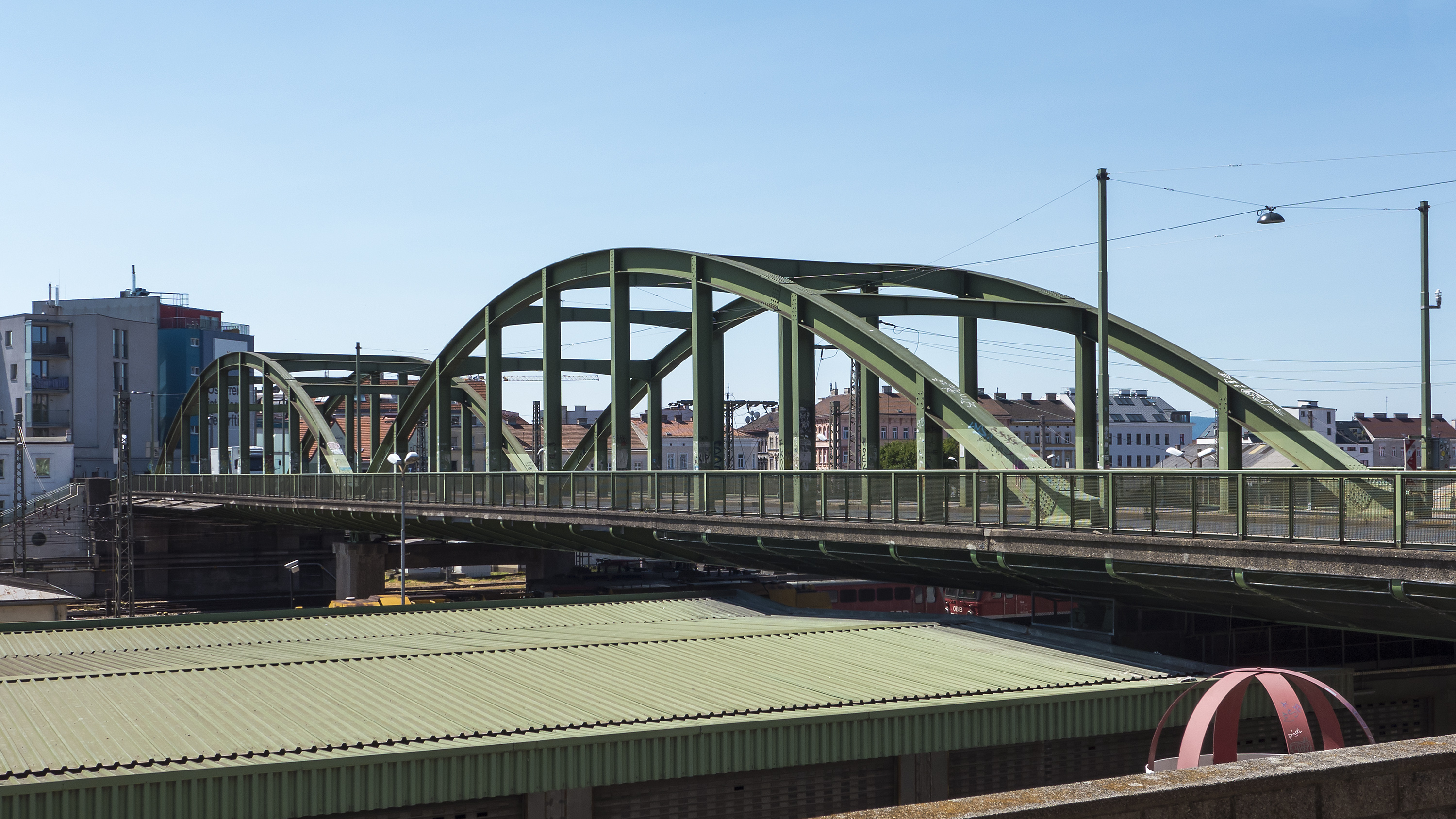
Schmelzbrücke über die Westbahn

- Schanzstraße (Fünfhaus), 1894 benannt nach Befestigungen („Schanzen“), die zur Verteidigung der Vororte errichtet worden waren. Eine Schanze ist eine im Wesentlichen aus einem Erdaufwurf bestehende Verteidigungsanlage.
- Schlossallee (Penzing, bis 1999 amtlich Schloßallee), 1919 benannt; sie führt zum Haupttor von Schloss Schönbrunn. Die Straße hieß ursprünglich Schönbrunner Hofallee und dann Hofallee.
- Schmelzbrückenrampe (Fünfhaus, Rudolfsheim), 1896 benannt; sie führt auf die 1876 erbaute Schmelzbrücke über die Westbahn. Siehe auch Sperrgasse.
- Schmutzergasse (Fünfhaus), 1912 benannt nach einer Wiener Kupferstecherfamilie, bestehend aus den Brüdern Adam Schmutzer (1694–1740), Josef Schmutzer (1695–1741) und Andreas Schmutzer (1700–1741), sowie Andreas’ Sohn Jacob Matthias Schmutzer (1733–1811). Jakob Matthias wurde 1767 Hofkupferstecher und gründete 1768 eine Akademie für Kupferstecher, die den damaligen Ruhm der Wiener Reproduktionsgrafik begründete.
- Schoellerweg (Fünfhaus), 1925 benannt nach dem deutschen Maler und Zeichner Johann Christian Schoeller (1782–1851); er kam 1815 nach Wien und schuf hier hauptsächlich Miniaturen von Adeligen und wohlhabenden Bürgern, sowie Aquarelle mit Genreszenen aus dem Wien des Biedermeier. Von ca. 1825 bis 1841 illustrierte er Adolf Bäuerles „Wiener Theaterzeitung“, damals die meistgelesene Zeitung Österreichs;[27] siehe auch die Bäuerlegasse im 20. Bezirk Brigittenau.
- Schraufgasse (Fünfhaus), 1912 benannt nach dem Mineralogen Albrecht Schrauf (1837–1897), Professor für Mineralogie an der Universität Wien (ab 1874), Dekan (1887–1888); er beschäftigte sich vor allem mit dem inneren Aufbau der Minerale und vor allem mit der Kristallographie. Sein Ziel war die Erforschung des Zusammenhangs zwischen dem chemischen Aufbau und den physikalischen Eigenschaften der Minerale.[28]
- Schuselkagasse (Fünfhaus), 1912 benannt nach dem Schriftsteller und Politiker Franz Schuselka (1811–1886); er schrieb Romane, Novellen, vor allem aber politische Schriften; er war Herausgeber der politischen Zeitschriften „Die deutsche Volkspolitik“ und „Die Reform“. 1848 wurde er Mitglied der Frankfurter Nationalversammlung, im gleichen Jahr wurde er in den österreichischen Reichstag gewählt.
- Schweglerstraße (Fünfhaus, Rudolfsheim), 1875 benannt nach dem Kaffeesieder Johann Schwegler (1820–1903), Bürgermeister von Rudolfsheim (1872–1879).
- Schwendergasse (Rudolfsheim), vor 1867 bzw. 1894 benannt nach dem Unternehmer Carl Schwender (1809–1866). Schwender gründete in Braunhirschen nacheinander ein Kaffeehaus, ein Sommer-Restaurant, eine Bierhalle und schließlich das große Vergnügungsetablissement „Schwenders Kolosseum“. Die Besucher brachte er mit Hilfe eines eigenen Fuhrunternehmens in den Vorort. Schwenders Etablissement mit Sitz Arnsteingasse 31[29] wurde 1898 demoliert, an seiner Stelle wurde die Wohnanlage Schwenderhof errichtet. Ein weiteres Großetablissement namens „Neue Welt“ betrieb Schwender am Rand des damaligen Wiener Vororts Hietzing; siehe die Neue-Welt-Gasse im 13. Bezirk. Der Abschnitt Arnsteingasse–Reindorfgasse war bereits 1867 in Lehmann verzeichnet.[30] Der Abschnitt Reindorfgasse–Winckelmannstraße wurde 1894 benannt;[31] Dieser Abschnitt hieß vorher beim Schwendermarkt Marktgasse, zum Teil entstand er erst später.
- Sechshauser Gürtel (Sechshaus), 1894 benannt nach der ehemals selbstständigen Gemeinde Sechshaus, die nach 1683 durch Wiederaufbau nach der zweiten Türkenbelagerung entstanden ist. Der Name weist – ähnlich wie Dreihaus und Fünfhaus – auf die ursprüngliche Zahl der Häuser hin. Die Straße war vorher Teil des Mariahilfer Gürtels.
- Sechshauser Straße (Sechshaus, Fünfhaus, Rudolfsheim), 1894 benannt; siehe Sechshauser Gürtel. Die Straße hieß ursprünglich Reindorfer Straße, später Rudolfsheimer Hauptstraße und Sechshauser Hauptstraße, und dann bis 1894 Hauptstraße.
- Selzergasse (Rudolfsheim), 1888 benannt nach Josef Selzer (1814–1877), Bürgermeister von Reindorf (1850–1863).
- Siebeneichengasse (Penzing), 1889 benannt nach sieben Eichen, die einst bei der Penzinger Pfarrkirche standen.
- Sorbaitgasse (Fünfhaus), 1894 benannt nach dem Arzt Paul Sorbait (1624–1691), Professor für Medizin an der Universität Wien (1654–1681), Rektor (1668–1673). Er unterrichtete vor allem Botanik und Anatomie, und er begründete die erste medizinische Bibliothek an der Universität. Ab 1679 war er Generalinquisitor in Pestangelegenheiten. Die Gasse war vorher Teil der Kandlgasse.
- Sparkassaplatz (Sechshaus), 1903 benannt nach der Sparkasse der Gemeinde Sechshaus (sie wurde 1881 im Amtshaus der Gemeinde auf Nr. 4 eröffnet) bzw. nach der Wiener Kommunalsparkasse im Bezirk Rudolfsheim, wie sie seit der Eingemeindung 1892 hieß. 1902 kaufte die Sparkasse das der Stadt Wien gehörende Gebäude und baute es bis 1904 um.[32] 1923 fusionierte die Sparkasse mit der Zentralsparkasse der Gemeinde Wien; die Bankstelle wird heute von deren Nachfolgerin Bank Austria geführt.
- Sperrgasse (Fünfhaus), 1864 benannt. Die Benennung bezieht sich auf den Umstand, dass durch den Bau der 1858 eröffneten Kaiserin-Elisabeth-Westbahn Fünfhaus (südlich der Trasse) und Neufünfhaus (nördlich der Trasse) voneinander getrennt („gesperrt“) wurden. Erst 1876 wurde durch die Schmelzbrücke wieder eine Verbindung hergestellt; siehe auch Schmelzbrückenrampe. Die Gasse hieß vorher Feldgasse.
- Sporckplatz (Fünfhaus), 1913 benannt nach General Johann von Sporck; er diente unter General Raimondo Montecuccoli gegen die Schweden. Dann kämpfte er in Ungarn mit Montecuccoli gegen die Türken und hatte mit seinen Reiter-Regimentern den wesentlichen Anteil am Sieg in der Schlacht bei Mogersdorf (1664). Zum Dank wurde er zum Reichsgrafen und zum General über die gesamte Kavallerie ernannt. Siehe auch den Montecuccoliplatz im 13. Bezirk Hietzing und die St.-Gotthard-Straße im 14. Bezirk Penzing. Der Platz war vorher Teil der Schanzstraße bzw. der Wiener Straße.
- Staglgasse (Fünfhaus), 1894 benannt nach dem Baumeister Michael Stagl (1814–1881), um 1850 Gemeinderat in Fünfhaus. Die Gasse hieß vorher Braugasse.
- Stättermayergasse (Rudolfsheim), 1875 benannt nach dem Baumeister Ignaz Stättermayer (1829–1898), Gemeinderat in Rudolfsheim.
- Stiegergasse (Sechshaus), 1864 benannt nach dem Baumeister Anton Stieger; er erbaute um 1840 das erste Haus in dieser Gasse.
- Storchengasse (Sechshaus), 1894 benannt nach dem Hausschild „Zum Storch“. Ein Teil der Gasse hieß früher Schulgasse.
- Sturzgasse (Rudolfsheim), 1874 benannt nach ihrem Verlauf als steil zur Linzer Straße abfallende („abstürzende“) Gasse.
- Stutterheimstraße (Fünfhaus), 1912 benannt nach Feldmarschallleutnant Joseph von Stutterheim (1764–1831); er kämpfte im Rahmen der Napoleonischen Kriege in zahlreichen Schlachten, u. a. 1814 in der Schlacht am Mincio; siehe auch Minciostraße. Aufgrund seiner Leistung in der Schlacht bei Aspern (1809) wurde er zum Generalmajor befördert. 1819 wurde er in den Freiherrenstand erhoben und 1824 zum Hofkriegsrat ernannt.

## T

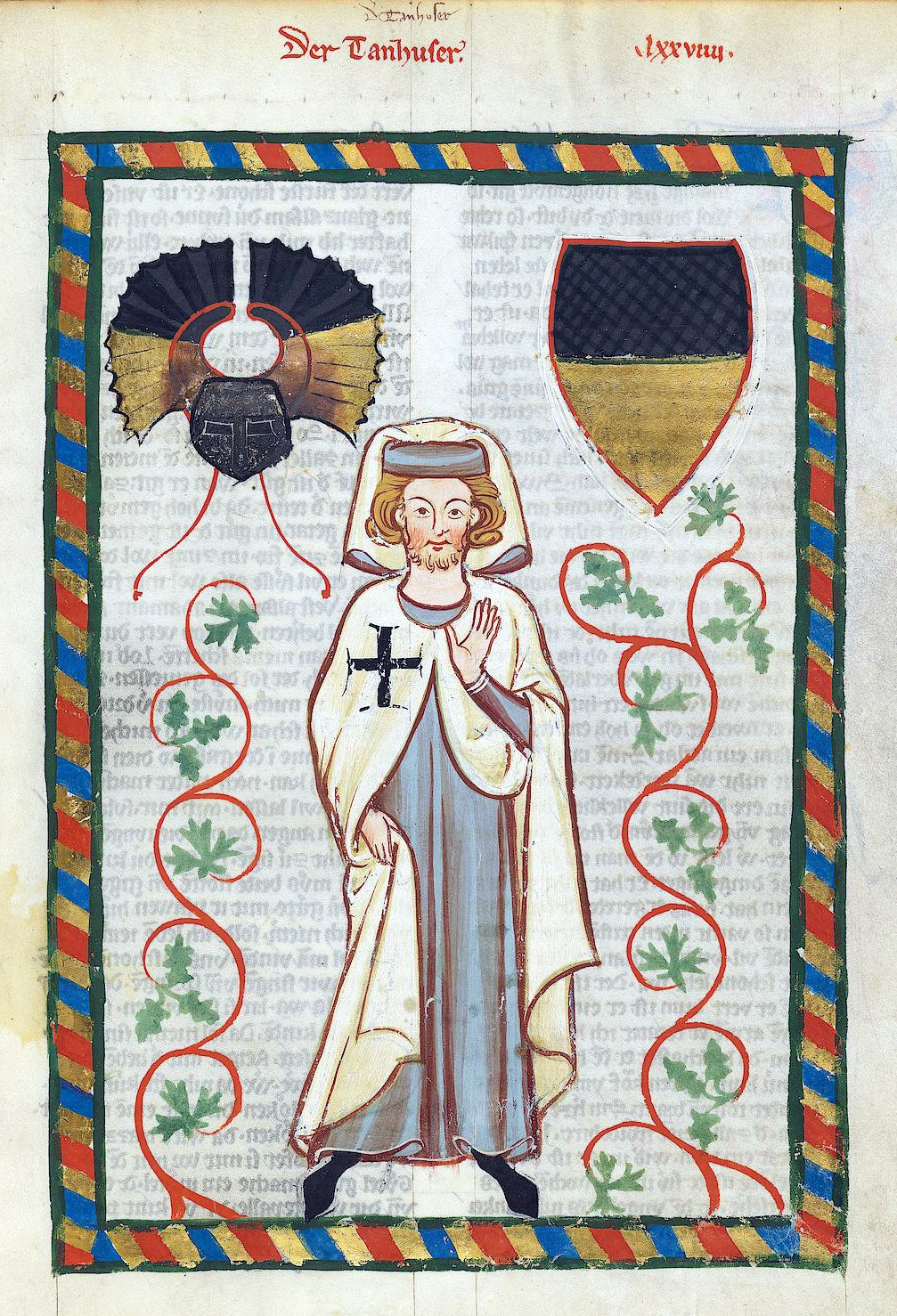
Der Tannhäuser (Codex Manesse, um 1300)

- Talgasse (Fünfhaus), 1864 benannt nach ihrem bergab („zu Tal“) zum Wiental führenden Verlauf. Die Gasse hieß vorher Josephigasse.
- Tannengasse (Fünfhaus), 1864/69 benannt nach einem kleinen Tannenwald, der sich in diesem Gebiet befand.
- Tannhäuserplatz (Fünfhaus), 1912 benannt nach dem deutschen Dichter und Komponisten Tannhäuser († nach 1265), Minnesänger am Hof von Friedrich dem Streitbaren; seine Dichtungen waren Minne- und Tanzlieder für Adel und Volk. Der Mythos um sein Leben lieferte Richard Wagner den Grundstoff für seine romantische Oper Tannhäuser und der Sängerkrieg auf Wartburg; siehe auch den Richard-Wagner-Platz und die Thaliastraße im 16. Bezirk Ottakring.
- Tautenhayngasse (Fünfhaus), 1912 benannt nach dem Bildhauer und Medailleur Josef Tautenhayn (1837–1911), Münzgraveur beim Hauptmünzamt (ab 1862), Leiter der k.k. Graveurakademie (ab 1874), Professor an der k.u.k. Akademie der bildenden Künste (1881–1905). Er schuf zahlreiche Gedenk- und Porträtmedaillen sowie skulpturalen Schmuck und kunstgewerbliche Arbeiten für Bauten der Wiener Ringstraße, vor allem für die Wiener Universität, das Kunsthistorische Museum und das Reichsratsgebäude.
- Tellgasse (Fünfhaus), 1912 benannt nach dem Tischlermeister und Mitglied der Bürgerwache Peter Tell († 1809); er wurde 1809 beim Jesuitenhof auf der Laimgrube von Franzosen standrechtlich erschossen, weil er sich in einem Streit bei den k.k. Hofstallungen zwischen der Besatzungsmacht und Wiener Bürgern auf die Seite der Bürger stellte und einem französischen Offizier den Säbel zerbrach.[33]
- Toldgasse (Fünfhaus), 1912 benannt nach dem Schriftsteller Franz Xaver Told von Toldenburg (1792–1849); er war im Hauptberuf Soldat (1809–1840), daneben schrieb mehr als 150 Werke aller literarischen Gattungen. Bekannt wurde er u. a. durch das Zauberstück „Der Zauberschleier“, durch das Epos „Die Schlacht von Aspern“ und durch patriotische Gedichte.[34]
- Toßgasse (Rudolfsheim), 1904 benannt nach dem Unternehmer G. Toß (Lebensdaten unbekannt); er gründete hier 1784 die Toß'sche Weinstein- und Weinessigfabrik. Die Gasse hieß vorher Morizgasse.
- Turnergasse (Fünfhaus), 1894 benannt nach dem 1866 gegründeten Turnverein Sechshaus. Gründer und erster Obmann war der Fabrikant Josef Ullmann;[35] siehe auch Ullmannstraße. Die Gasse hieß vorher Neue Gasse und Hollergasse.

## U
- Ullmannstraße (Sechshaus), 1894 benannt nach dem Unternehmer Josef Ullmann (1846–1890), Erzeuger von Zuckerwaren, Bürgermeister von Sechshaus (ab 1878); er war Gründer und Obmann des Turnvereins Sechshaus; siehe auch Turnergasse.[36] Die Straße hieß ursprünglich Am Mühlbach und später bis 1890 Mühlbachgasse und Blindgasse.

## V
- Viktoriagasse (Fünfhaus), 1864/69 benannt nach einer populären Vergnügungsstätte. 1862 erwarb der Fleischhauer Franz Zobel die Bierhalle der Fünfhauser Brauerei und ließ sie zum größten Veranstaltungssaal Wiens ausbauen; bis zu 3.000 Personen fanden darin Platz. Zobel nannte sein Etablissement „Viktoriasäle“, die Wiener aber sagten „beim Zobel“ oder „Zobels Bierhalle“. Beim Zobel gab es Bälle, Konzerte (u. a. mit Johann Strauß Sohn) und Versammlungen, darunter auch viele Kundgebungen der Arbeiterbewegung. An Stelle der Viktoriasäle befindet sich heute das Amtshaus für den 15. Bezirk mit dem Bezirksmuseum.[37] Die Gasse hieß früher Mittelrustengasse und später auch Feldgasse.
- Vogelweidplatz (Fünfhaus), 1912 benannt nach dem Minnesänger Walther von der Vogelweide (* um 1170, † um 1230); er gilt als der bedeutendste deutschsprachige Lyriker des Mittelalters. Von Walther sind 500 Strophen in über 110 Tönen bzw. – inhaltlich gruppiert – 90 Lieder (Minnelieder) und 150 Sangsprüche überliefert. Schon im 13. Jahrhundert gehört er zu den allerersten Vorbildern, später zu den zwölf alten Meistern der Meistersinger. Der Vogelweidpark ist ebenfalls nach ihm benannt. Der Platz war vorher Teil der Parkstraße.
- Volkergasse (Fünfhaus), 1912 benannt nach Volker von Alzey, einer Sagengestalt aus dem Nibelungenlied. Volker ist einer der burgundischen Ritter und Helden. Er stirbt mit den anderen Burgundern an der Seite Hagens kämpfend auf Etzels Burg durch Hildebrands Hand. Die Gasse ist Teil des Nibelungenviertels.

## W

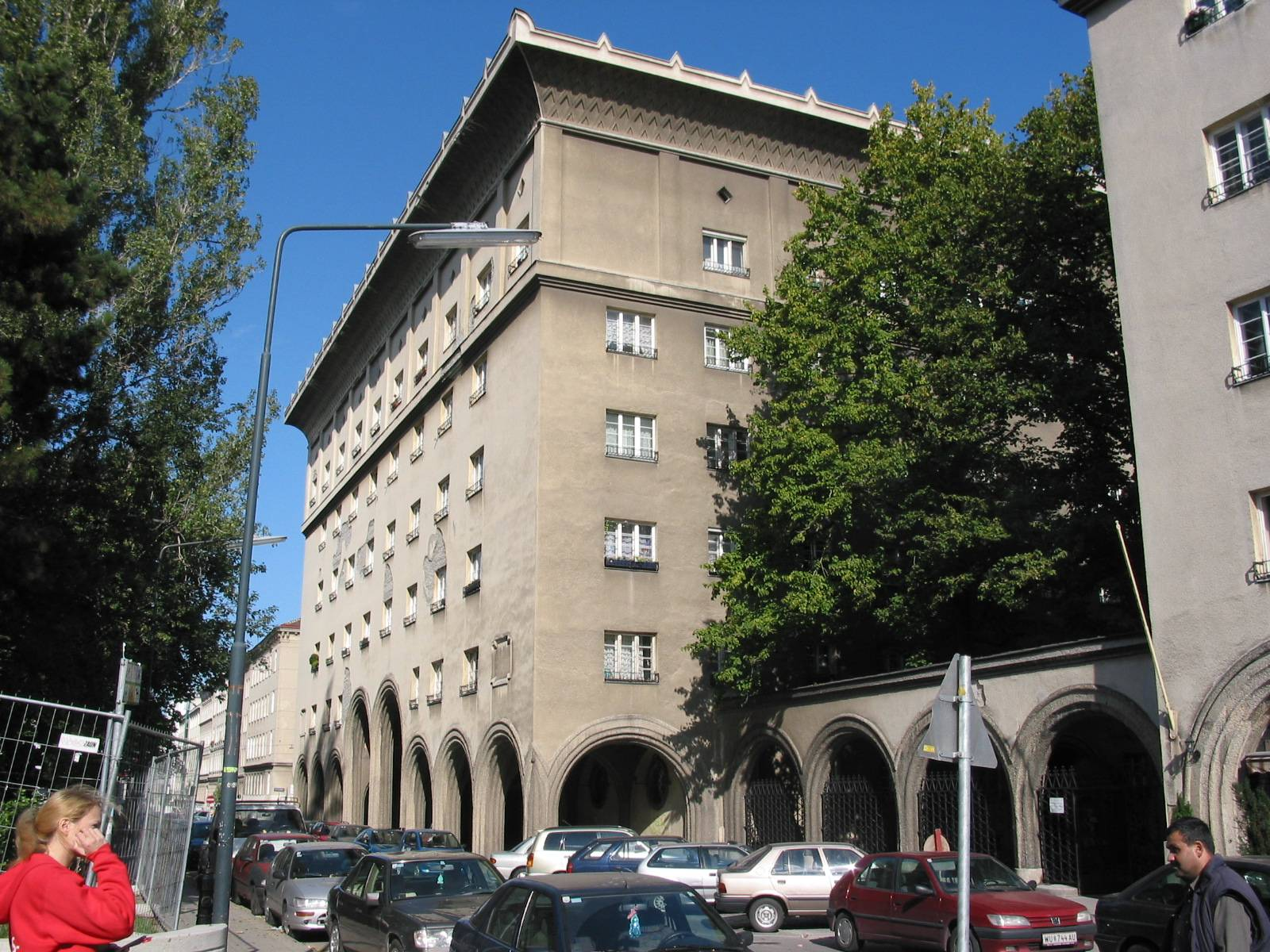
Der an der Wurzbachgasse gelegene Vogelweidhof

- Walkürengasse (Fünfhaus), 1912 benannt nach den Walküren, weiblichen Geisterwesen aus der nordischen Mythologie. Den Sagenstoff verarbeitete im 19. Jahrhundert der deutsche Komponist Richard Wagner in seinem vierteiligen Zyklus Der Ring des Nibelungen, vor allem im „Ersten Tag“ dieser Tetralogie unter dem Titel Die Walküre. Die Gasse ist Teil des Nibelungenviertels.
- Weiglgasse (Penzing), 1912 benannt nach dem Komponisten und Dirigenten Joseph Weigl (1766–1846), Theaterkapellmeister an den Wiener Hoftheatern (1790–1792), Erster Theaterkapellmeister (ab 1792), Vizehofkapellmeister (1827–1839). Als Kapellmeister assistierte er Mozart bei der Wiener Erstaufführung des Don Giovanni und von Così fan tutte. Weigls Werke als Komponist umfassen primär Vokal- und Bühnenmusik: mehrere Messen, zirka 34 Opern, Singspiele und Operetten. Ein Großteil seines Spätwerks widmet sich der Kirchenmusik. Die Gasse hieß vorher Gärtnergasse.
- Wickhoffgasse (Fünfhaus), 1921 benannt nach dem Kunsthistoriker Franz Wickhoff (1853–1909); sein Hauptanliegen war es, die Disziplin Kunstgeschichte auf eine exakte wissenschaftliche Grundlage zu stellen. Durch seine kompromisslose Methodenlehre wurde er zum eigentlichen Begründer der Wiener Schule der Kunstgeschichte. Als gewichtigstes Ergebnis seiner eigenen Forschungstätigkeit entstand 1891–92 ein Katalog der italienischen Zeichnungen der Graphischen Sammlung Albertina. Die Gasse hieß vorher Argentinierstraße.
- Wieningerplatz (Rudolfsheim), 1892 benannt nach dem Kaffeesieder Louis Wieninger († 1889), Bürgermeister von Neulerchenfeld (1886–1889); seine Erben stellten den Grund für diesen Platz kostenlos zur Verfügung.
- Winckelmannstraße (Rudolfsheim), 1894 benannt nach dem deutschen Archäologen, Antiquar und Kunstschriftsteller Johann Joachim Winckelmann (1717–1768); er gilt als der Begründer der wissenschaftlichen Archäologie und der Kunstgeschichte. Sein großes Verdienst ist es, die Rezeption der griechischen Antike aus dem Feld der antiquarischen Buchgelehrsamkeit hinaus geführt zu haben, hin zu einer sinnlich-erotischen Rezeption antiker Kunst. Die Straße hieß 1875–1894 Tegetthoffstraße.
- Witzelsbergergasse (Fünfhaus), 1912 benannt nach dem Bäcker Richard Witzelsberger (1835–1900), letzter Bürgermeister von Fünfhaus (1885–1891).
- Würffelgasse (Fünfhaus), 1894 benannt nach dem Unternehmer August Würffel (1834–1904), Besitzer einer Badeanstalt in Fünfhaus; er trat den Grund zur Verbauung der Gasse ab. Die Gasse hieß vorher Badgasse.
- Wurmsergasse (Fünfhaus), 1894 benannt nach dem Feldmarschall Dagobert Sigmund von Wurmser (1724–1797), Befehlshaber im bayerischen Erbfolgekrieg (1779), General der Kavallerie (ab 1787), Kommandierender General in den napoleonischen Kriegen (1793–1797). Die Gasse hieß 1888–1894 Steinergasse.
- Wurzbachgasse (Fünfhaus), 1894 benannt nach dem Bibliographen, Lexikografen und Schriftsteller Constant von Wurzbach (1818–1893); sein Lebenswerk ist das 60-bändige Biographische Lexikon des Kaiserthums Oesterreich (1855–1891). Wurzbach trug darin über 24.000 Biografien zusammen. 1874 wurde er zu Constantin Wurzbach Edler von Tannenberg nobilitiert. Die Gasse hieß vorher gemeinsam mit der Löhrgasse (Fortsetzung der Wurzbachgasse Richtung Süden bis zur Felberstraße) Michaelergasse.

## Z
- Zinckgasse (Fünfhaus), 1864 benannt nach dem Ehepaar Andreas und Therese Zinck (Lebensdaten unbekannt), Grundbesitzer; sie verkauften dem Staat 1847 um 7.900 Gulden mehrere Flächen auf der Schmelz für die Anlage eines Exerzierplatzes und widmeten den Erlös größtenteils wohltätigen Zwecken. Ein Teil der Gasse hieß bis 1894 Moeringgasse.
- Zollernsperggasse (Rudolfsheim), um 1864 benannt nach dem bereits 1365 erwähnten Flurnamen Zollernsperg.
- Zwingligasse (Fünfhaus), 1937 benannt nach dem Schweizer Reformator Ulrich Zwingli (1484–1531); er reformierte den Gottesdienst in der Schweiz, schuf die Zürcher Bibel (1524–1529) und war gemeinsam mit Johannes Calvin Begründer der Reformierten Kirche. Von 1498 bis 1502 hatte er an der Universität Wien studiert. Die Gasse verläuft hinter der Zwinglikirche.
- Zwölfergasse (Fünfhaus), 1864/69 benannt nach dem Braumeister Heinrich Zwölfer (1776–1836), Besitzer des Fünfhauser Brauhauses. Er verkaufte 1836 die Brauerei um 86.000 Gulden an Fritz Dengler; siehe Denglergasse. Die Gasse hieß vorher Bräuhausgasse.

## Historische Straßennamen
- Am Mühlbach: siehe Ullmannstraße
- An der Wien: siehe Rauchfangkehrergasse
- Argentinierstraße: siehe Wickhoffgasse
- Aufmarschstraße: siehe Hütteldorfer Straße
- Badgasse: siehe Würffelgasse
- Bahnhofstraße: siehe Gerstnerstraße
- Blindgasse: siehe Ullmannstraße
- Blütengasse: siehe Dingelstedtgasse
- Braugasse: siehe Staglgasse
- Bräuhausgasse: siehe Zwölfergasse
- Braunhirschengasse: siehe Heinickegasse
- Buchgasse: siehe Nobilegasse
- Burggasse: siehe Gablenzgasse
- Clementinengasse: siehe Denglergasse
- Draskovichgasse: siehe Minciostraße
- Eisenbahnstraße: siehe Avedikstraße
- Endgasse: siehe Karl-Walther-Gasse
- Feldgasse: siehe Kauergasse, Sperrgasse und Viktoriagasse
- Ferdinandsgasse: siehe Gebrüder-Lang-Gasse
- Fischergasse: siehe Grimmgasse
- Floragassa: siehe Meinhartsdorfer Gasse bzw. Friesgasse
- Franz-Carl-Gasse: siehe Oelweingasse
- Friedhofstraße: siehe Hütteldorfer Straße
- Friedrichsgasse: siehe Leydoltgasse
- Gärtnergasse: siehe Weiglgasse bzw. Dingelstedtgasse
- Gemeindegasse: siehe Kürnbergergasse bzw. Rosinagasse
- Glückgasse: siehe Grangasse
- Gürtelstraße: siehe Mariahilfer Gürtel, Neubaugürtel und Sechshauser Gürtel
- Hauptstraße: siehe Linzer Straße bzw. Sechshauser Straße
- Hofallee: siehe Schlossallee
- Hollergasse: siehe Turnergasse
- Idagasse: siehe Pater-Schwartz-Gasse
- Johannesgasse: siehe Herklotzgasse
- Josephigasse: siehe Talgasse
- Kaisergasse: siehe Anschützgasse
- Kanalgasse: siehe Kürnbergergasse
- Kandlgasse: siehe Sorbaitgasse
- Karl-Marx-Straße: siehe Hütteldorfer Straße
- Karolinengasse: siehe Geibelgasse
- Kirchengasse: siehe Reindorfgasse
- Kirchenplatz: siehe Maria vom Siege
- Krongasse: siehe Kranzgasse
- Landstraße: siehe Linzer Straße
- Lerchengasse: siehe Fenzlgasse
- Linzer Poststraße: siehe Linzer Straße
- Marc-Aurel-Gasse: siehe Gablenzgasse
- Marienplatz: siehe Henriettenplatz
- Marktgasse: siehe Schwendergasse
- Meidlinger Gasse: siehe Kellinggasse
- Michaelergasse: siehe Löhrgasse bzw. Wurzbachgasse
- Mittelgasse: siehe Robert-Hamerling-Gasse
- Mittelrustengasse: siehe Viktoriagasse
- Moeringgasse: siehe Zinckgasse
- Mondscheingasse: siehe Lehnergasse
- Morizgasse: siehe Toßgasse
- Mühlbachgasse: siehe Ullmannstraße
- Neue Gasse: siehe Reichsapfelgasse bzw. Turnergasse
- Obere Märzstraße: siehe Meiselstraße
- Ober-Rusten: siehe Zwölfergasse
- Parkstraße: siehe Vogelweidplatz
- Penzinger Poststraße: siehe Mariahilfer Straße
- Pereiragasse: siehe Jurekgasse
- Plankengasse: siehe Diefenbachgasse
- Poststraße: siehe Linzer Straße
- Reindorfer Straße: siehe Sechshauser Straße
- Rochusgasse: siehe Jheringgasse
- Rudolfsheimer Hauptstraße: siehe Sechshauser Straße
- Rudolfstraße: siehe Johnstraße
- Rustendorfer Neue Gasse: siehe Reichsapfelgasse
- Sackgasse: siehe Hofmoklgasse
- Schanzstraße: siehe Sporckplatz
- Schellingergasse: siehe Benedikt-Schellinger-Gasse
- Schmelzer Friedhofstraße: siehe Hütteldorfer Straße
- Schmelzgasse: siehe Lehnergasse
- Schmiedgasse: siehe Beckmanngasse, Braunhirschengasse und Grangasse
- Schönbrunner Hofallee: siehe Schlossallee
- Schönbrunner Straße: siehe Mariahilfer Straße
- Schönerergasse: siehe Matthias-Schönerer-Gasse
- Schulgasse: siehe Herklotzgasse
- Schwanengasse: siehe Clementinengasse
- Sechshauser Hauptstraße: siehe Sechshauser Straße
- Sittegasse: siehe Camillo-Sitte-Gasse
- Stadiongasse: siehe Robert-Hamerling-Gasse
- Steinergasse: siehe Wurmsergasse
- Sueßgasse: siehe Eduard-Sueß-Gasse
- Tegetthoffstraße: siehe Winckelmannstraße
- Tellgasse: siehe Gebrüder-Lang-Gasse
- Wallgasse: siehe Mariahilfer Straße
- Walthergasse: siehe Karl-Walther-Gasse
- Wehrgasse: siehe Pillergasse
- Wiener Straße: siehe Schanzstraße
- Wienerstraße: siehe Sporckplatz
- Wienflussgasse: siehe Graumanngasse
- Zappertgasse: siehe Hofmoklgasse

1938–1945
- Blüchergasse: siehe Arnsteingasse
- Braunschweigplatz: siehe Henriettenplatz
- Kanzlerplatz: siehe Kriemhildplatz
- Matthias-Schönerer-Gasse: siehe Flachgasse
- Penckgasse: siehe Eduard-Sueß-Gasse
- Scharnhorstgasse: siehe Friesgasse